# 에블라
에블라(수메르어: 𒌈𒆷 eb₂-la, 아랍어:  إبلا, 현대명: تل مرديخ, 텔 마르디크)는 시리아의 가장 초기 왕국 중 하나였다. 그 유적은 마르디크 마을 근처 알레포 남서쪽 약 55 km (34 mi)에 위치한 텔을 이룬다. 에블라는 기원전 제3천년기와 기원전 제2천년기 전반에 걸쳐 중요한 중심지였다. 에블라의 발견은 레반트가 이집트 및 메소포타미아와 동등한 고대, 중앙집권적 문명의 중심지였음을 입증했으며, 이 둘만이 초기 청동기 시대 근동에서 중요한 중심지였다는 견해를 불식시켰다. 최초의 에블라 왕국은 최초로 기록된 세계 강대국으로 묘사된다.
초기 청동기 시대(기원전 약 3500년)의 작은 정착지에서 시작된 에블라는 무역 제국으로 발전했으며, 나중에는 시리아 북부와 동부 대부분을 지배하는 팽창주의 세력이 되었다. 에블라는 기원전 23세기에 파괴되었다. 이후 재건되어 우르 제3왕조의 기록에 언급된다. 두 번째 에블라는 첫 번째 에블라의 연속으로, 새로운 왕조가 통치했다. 이는 기원전 3천년기 말에 파괴되었으며, 이는 아모리인 부족들이 도시에 정착하여 세 번째 에블라를 형성하는 길을 열었다. 세 번째 왕국 또한 무역 중심지로 번성했으며, 얌카드 (현대 알레포)의 속국이자 동맹국이 되었다가 기원전 약 1600년에 히타이트 왕 무르실리 1세에 의해 최종적으로 파괴되었다.
에블라는 광범위한 무역망을 통해 번영을 유지했다. 수메르, 키프로스, 이집트, 그리고 멀리 아프가니스탄에서 온 유물이 도시의 궁전에서 발견되었다. 이 왕국은 자체 언어인 에블라어를 가지고 있었으며, 에블라의 정치 조직은 수메르 모델과는 다른 특징을 가졌다. 여성들은 특별한 지위를 누렸고, 여왕은 국가 및 종교 문제에 큰 영향력을 행사했다. 신들의 판테온은 주로 북부 셈족의 신들로 구성되었으며, 에블라에만 있는 신들도 포함되었다. 이 도시는 1964년부터 발굴되었으며, 기원전 2500년에서 기원전 2350년 사이의 것으로 추정되는 약 20,000개의 쐐기 문자 점토판 기록물인 에블라 점토판으로 유명해졌다. 수메르어와 에블라어로 쐐기 문자를 사용하여 기록된 이 기록물은 수메르어에 대한 이해를 높이고 기원전 3천년기 중반 레반트의 정치 조직 및 사회 관습에 대한 중요한 정보를 제공했다.

## 어원
"에블라"라는 단어는 "하얀 바위"를 의미하는 단어에서 유래했을 수 있으며, 이는 도시가 건설된 석회암 노두를 지칭하는 것일 수 있다.

## 역사

### 금석기 시대
중앙 봉분에서는 후기 우바이드 및 후기 금석기 시대의 유물이 발견되었다.

### 초기 청동기 시대
에블라는 기원전 3500년경 처음 정착했으며, 많은 위성 농업 정착지들이 성장을 뒷받침했다. 이 도시는 수메르에서 양모 수요가 증가하면서 시작된 것으로 보이는 성장하는 국제 무역의 중개항으로서 역할을 통해 이득을 얻었다. 고고학자들은 이 초기 거주 시기를 "마르디크 I"이라고 명명했으며, 기원전 3000년경에 끝났다.
마르디크 I 이후에는 기원전 약 3000년에서 2000년 사이의 첫 번째와 두 번째 왕국 시대가 이어지며, 이를 "마르디크 II"라고 명명한다. I. J. 겔브는 에블라를 메소포타미아 중심부에서 서부 레반트까지 뻗어 있던 동셈어군을 사용하는 인구의 문화적 실체인 키시 문명의 일부로 간주했다.

#### 첫 번째 왕국
기원전 약 3000년에서 2300년 사이의 첫 번째 왕국 시대 동안 에블라는 시리아 국가들 중에서 가장 두드러진 왕국이었으며, 특히 에블라 점토판의 발견으로 인해 "문서 시대"라고 알려진 기원전 3천년기 후반에 그러했다.
마르디크 IIA: 기원전 3000년에서 2400년 사이의 초기 시기는 "마르디크 IIA"로 지정된다. 도시의 기록 문서 이전의 역사에 대한 일반적인 지식은 발굴을 통해 얻어진다. 마르디크 IIA의 초기 단계는 건물 "CC"와 건물 "G2"의 일부를 형성하는 구조물로 확인되며, 이 건물은 기원전 2700년경 건설된 것으로 보이는 왕궁이었다. 이 시기 말경, 마리와의 100년 전쟁이 시작되었다. 마리 왕 사우무의 행동으로 마리가 우위를 점했으며, 그는 에블라의 많은 도시를 정복했다. 기원전 25세기 중반, 왕 쿤-다무가 마리를 물리쳤지만, 그의 통치 이후 국가의 힘은 약화되었다.

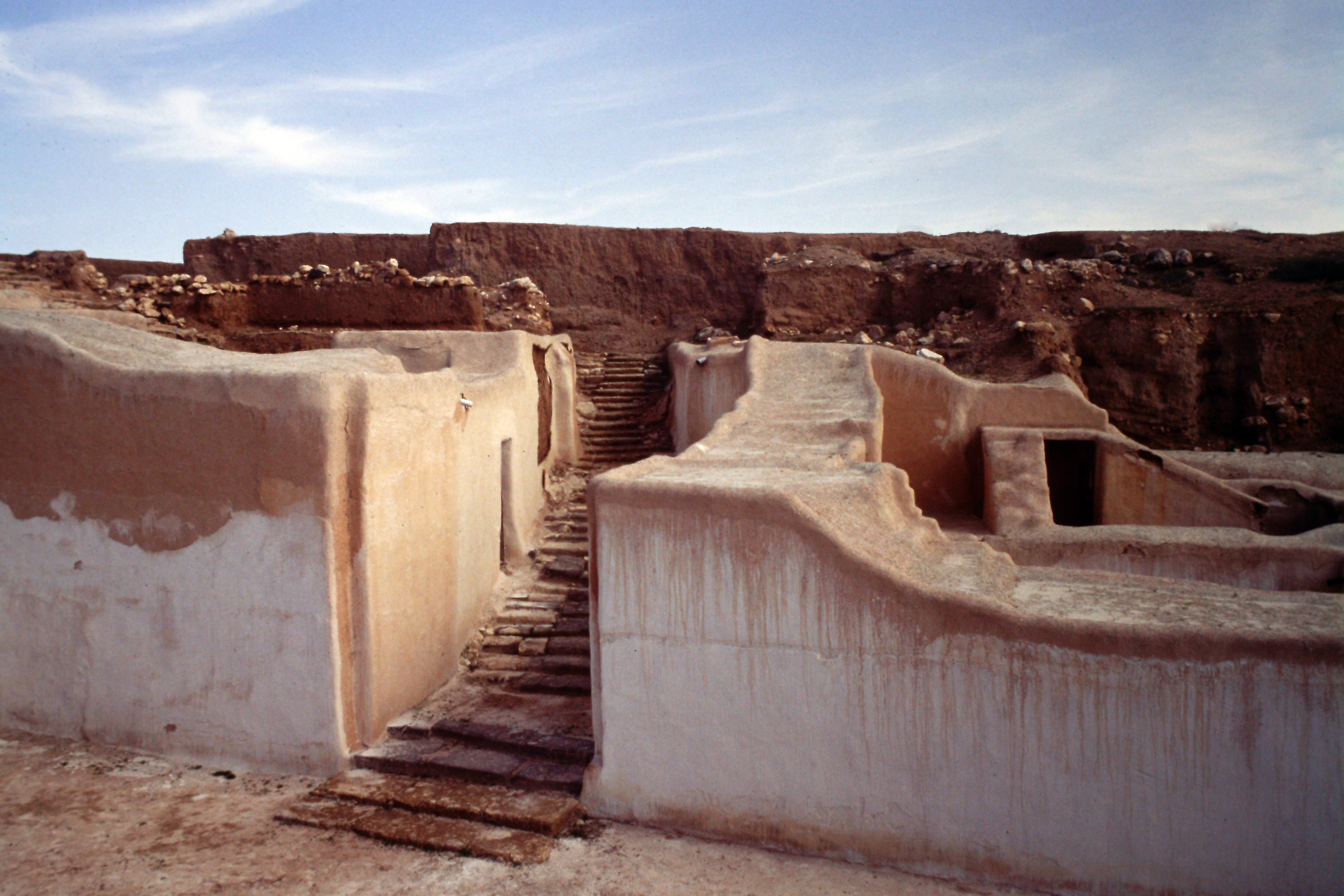
왕궁 "G"

마르디크 IIB1: "마르디크 IIB1"으로 지정된 문서 시대는 기원전 약 2400년부터 기원전 약 2300년까지 지속되었다. 이 시기의 끝은 "첫 번째 파괴"로 알려져 있으며, 주로 왕궁(이전 "G2" 위에 지어진 궁전 "G"라고 불림)과 아크로폴리스의 대부분이 파괴된 것을 의미한다. 문서 시대 동안 에블라는 북부 및 동부 시리아의 다른 시리아 도시 국가들에 대한 정치적, 군사적 지배권을 가졌으며, 이는 문서에 언급되어 있다. 이 시기의 점토판 대부분은 경제 문제에 관한 것이지만, 왕실 서한 및 외교 문서도 포함한다.

기원전 2400년경 고대 오리엔트 지도상의 에블라. 에블라와 마리 간의 분쟁.

서면 기록은 이그리시-할람의 통치 이전으로 거슬러 올라가지 않으며, 이그리시-할람의 통치 기간에는 에블라가 마리에게 공물을 바쳤고, 마리 왕 이블룰-일이 이끄는 대규모 에블라 도시 침공이 유프라테스 중부 지역에서 일어났다. 에블라는 기원전 약 2340년 이르캅-다무 왕의 통치 아래 회복되었고, 번성하며 마리에 대한 성공적인 반격 작전을 시작했다. 이르캅-다무는 아바르살과 평화 및 무역 조약을 체결했다. 이 에블라-아바르살 조약은 역사상 가장 초기에 기록된 조약 중 하나이다.

##### 지리
에블라는 최대 확장 시 현대 시리아 면적의 거의 절반에 해당하는 지역을 통제했다. 북쪽의 우르숨에서 남쪽의 다마스쿠스 주변 지역까지, 그리고 서쪽의 페니키아와 시리아 해안 산맥에서 동쪽의 하두까지 확장되었다. 왕국의 상당 부분은 왕의 직접 통제하에 있었고 총독들이 관리했으며, 나머지는 봉신 왕국으로 구성되었다. 이들 봉신국 중 가장 중요한 곳 중 하나는 아르미였는데, 이 도시는 에블라 점토판에 가장 자주 언급된다. 에블라에는 60개 이상의 봉신 왕국과 도시 국가가 있었으며, 여기에는 하주완, 부르만, 에마르, 할라비투, 살바투 등이 포함된다.
아르키에 따르면, 이들은 "마리 원정 동안 어떤 식으로든 지원했을 (추정되는) 에블라와 오랫동안 동맹을 맺었던 12개의 시리아 도시들: 니라르, 라아크, 부르만, 둡, 에마르, 가르무, 룸난, 이부부, 우르숨, 우티크, 칵미움, 이리툼(이리두)." 또한, 다음 도시들은 당시 에블라의 헤게모니 아래 있었고, 매년 공물을 바쳤다: 둡, 둘루, 하란, 이부부, 이리툼, 캅룰, 사나프주굼, 우르숨, 그리고 우티크.
재상은 왕의 최고 관리였다. 이 직책의 소유자는 막강한 권위를 가졌다. 가장 강력한 재상은 이브리움이었는데, 그는 그의 전임자인 아루쿰의 재임 기간 동안 아바르살에 대한 군사 작전을 수행했다. 이브리움은 18년 동안 재직했으며, 한 해를 제외하고는 모두 전쟁이 일어났다. 이사르-다무 왕의 통치 기간 동안 에블라는 마리와의 전쟁을 계속했으며, 마리는 에블라의 동맹국인 나가르를 격파하고 에블라와 메소포타미아 남부 사이의 무역로를 막았다. 에블라는 반항하는 봉신국들에 대해 정기적인 군사 작전을 수행했으며, 여기에는 아르미에 대한 여러 차례의 공격과, 카트나 근처의 남부 이발 지역에 대한 작전이 포함된다. 마리와의 전쟁을 종결하기 위해 이사르-다무는 나가르와 키시와 동맹을 맺었다. 일부 학자들은 문제의 키시가 메소포타미아 도시가 아니라 하부르 지역의 나가르 근처 마을이었을 것이라고 주장했다. 이 작전은 에블라 재상 입비시피시가 이끌었으며, 그는 테르카 근처 전투에서 연합군을 승리로 이끌었다. 이 동맹은 아르미를 공격하여 점령했고, 입비시피시의 아들 엔지-말리크를 총독으로 남겨두었다. 에블라는 작전 후 몇 년 뒤, 아마도 이사르-다무의 죽음 이후 첫 번째 파괴를 겪었다.

#### 에블라의 첫 번째 파괴
첫 번째 파괴는 기원전 약 2300년에 일어났는데, 궁전 "G"가 불에 타 왕실 기록 보관소의 점토판이 구워져 보존되었다. 원인과 가해자에 대한 많은 이론이 제시되었다.

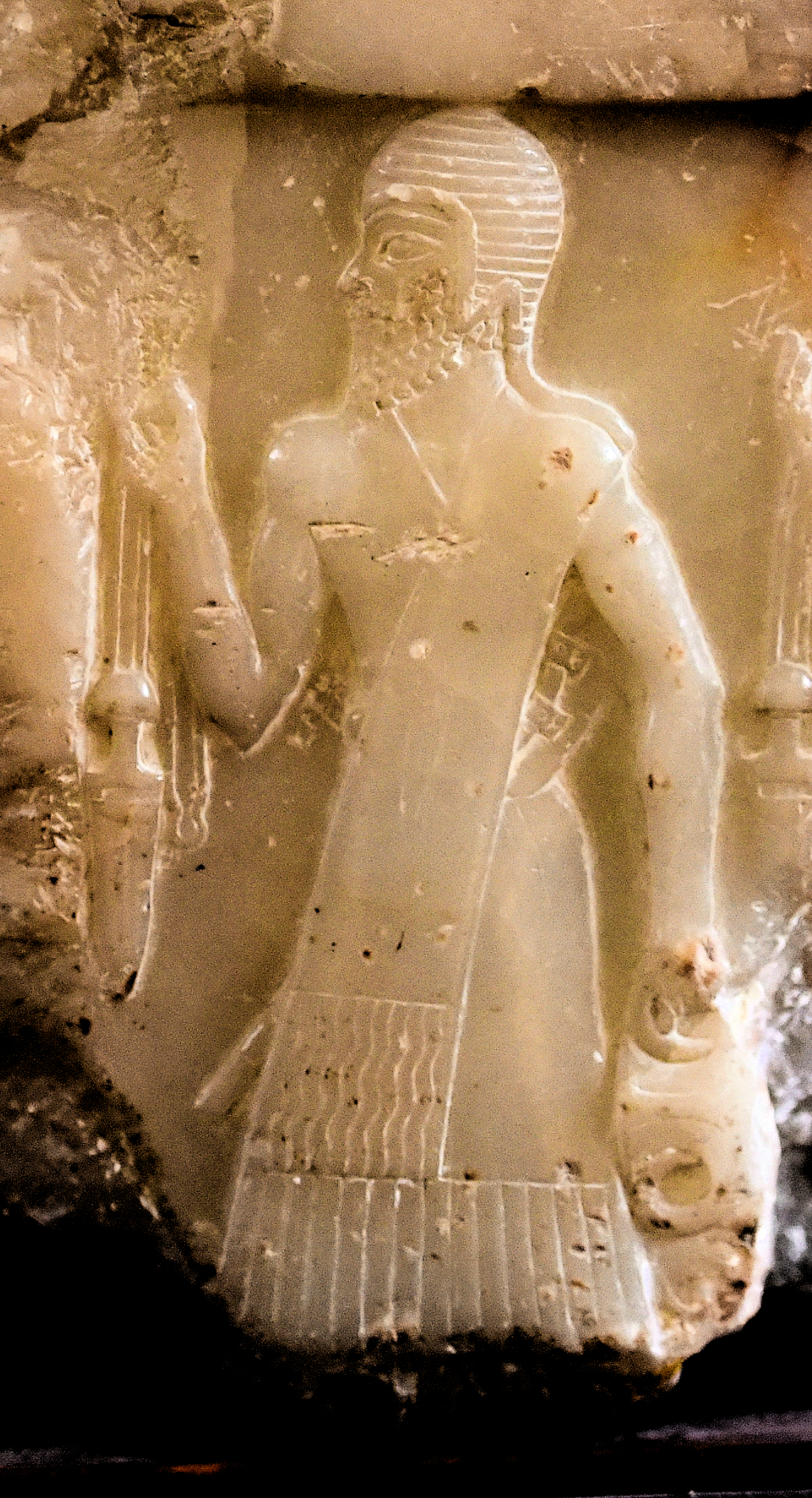
아카드 왕 나람신의 병사. 나시리야 석비에 헬멧과 긴 칼을 들고 있다. 그는 아나톨리아 양식의 금속 용기를 들고 있다. 메소포타미아, 이라크, 기원전 2300년경. 이라크 박물관.

- 초기 (고) 연대 가설: 조반니 페티나토는 에블라의 파괴 시기를 기원전 2500년경으로 보는 초기 연대를 지지한다.[note 4][60] 페티나토는 기원전 2500년 날짜를 선호했지만, 나중에는 이 사건이 기원전 2400년에 일어났을 수도 있음을 받아들였다.[note 5][61] 이 학자는 기원전 2400년에 도시가 파괴되었으며, 이는 마리로부터 공물을 받았다고 자랑한 라가시의 에안나툼이나 지중해에 도달했다고 주장한 움마의 루갈자게시와 같은 메소포타미아인에 의해 파괴되었을 것이라고 제안한다.[note 6][61]
- 아카드 가설: 아카드의 왕 사르곤과 그의 손자 나람신은 이블라라는 도시를 파괴했다고 주장했다.[62] 에블라의 발견자 파올로 마티아에는 사르곤이 더 유력한 범인이라고 생각한다.[note 7][64] 그의 견해는 트레버 R. 브라이스가 지지하지만,[65] 미카엘 아스투르는 반대한다.[note 8][69] 나람신이 지중해 연안의 아르마눔과 에블라를 정복했다는 내용은 그의 여러 비문에 언급되어 있다.[70]

"인류 창조 이래 어떤 왕도 아르마눔과 에블라를 파괴한 적이 없었는데, 네르갈 신은 (자신의) 무기를 통해 강대한 나람신에게 길을 열어주어 그에게 아르마눔과 에블라를 주었다. 더욱이 그는 그에게 아만우스, 삼나무 산, 그리고 상부 바다를 주었다. 그의 왕권을 드높이는 다간 신의 무기를 통해 강대한 나람신은 아르마눔과 에블라를 정복했다."— 나람신 비문. E 2.1.4.26

- 마리의 복수: 알폰소 아르키와 마리아 비가에 따르면, 파괴는 테르카 전투 약 3, 4년 후에 일어났다.[55] 아르키와 비가는 이 파괴가 마리에 의해 발생했다고 말한다.[55] 이는 테르카에서의 굴욕적인 패배에 대한 보복이었다.[71][72] 이 견해는 마리오 리베라니가 지지한다.[48] 아르키는 마리 왕 이시피-마리가 자신의 도시 왕위에 오르기 전에 에블라를 파괴했다고 말한다.[73]
- 자연 재해: 아스투르는 자연 재해로 인해 화재가 발생하여 문서 시대가 끝났다고 말한다.[25] 그는 파괴가 왕궁 지역에 한정되었고 약탈의 설득력 있는 증거가 없다고 말한다.[25] 그는 화재 발생 시기를 기원전 약 2290년 (중기 연대기)로 추정한다.[74]

#### 두 번째 왕국
두 번째 왕국 시대는 "마르디크 IIB2"로 지정되며, 기원전 2300년에서 2000년 사이의 기간을 아우른다. 두 번째 왕국은 에블라의 두 번째 파괴까지 지속되었으며, 이 파괴는 기원전 2050년에서 1950년 사이 언제든지 일어났을 수 있으며, 기원전 2000년이라는 날짜는 단순한 형식적인 날짜이다. 아카드인들은 사르곤과 그의 후손 나람신의 지휘 아래 아만우스 산의 숲을 목표로 에블라 북부 국경을 침공했다. 이 침략들은 약 90년 간격으로 일어났으며, 공격받은 지역들은 아카드에 병합되지 않았다. 아르키는 사르곤과 나람신의 연대기에 언급된 이블라가 시리아 에블라라는 것을 받아들이지만, 그들이 문서 시대를 끝낸 파괴의 원인이라고는 생각하지 않는다. 나람신의 시대에는 아르미가 북부 시리아의 헤게모니 도시였으며, 아카드 왕에 의해 파괴되었다.

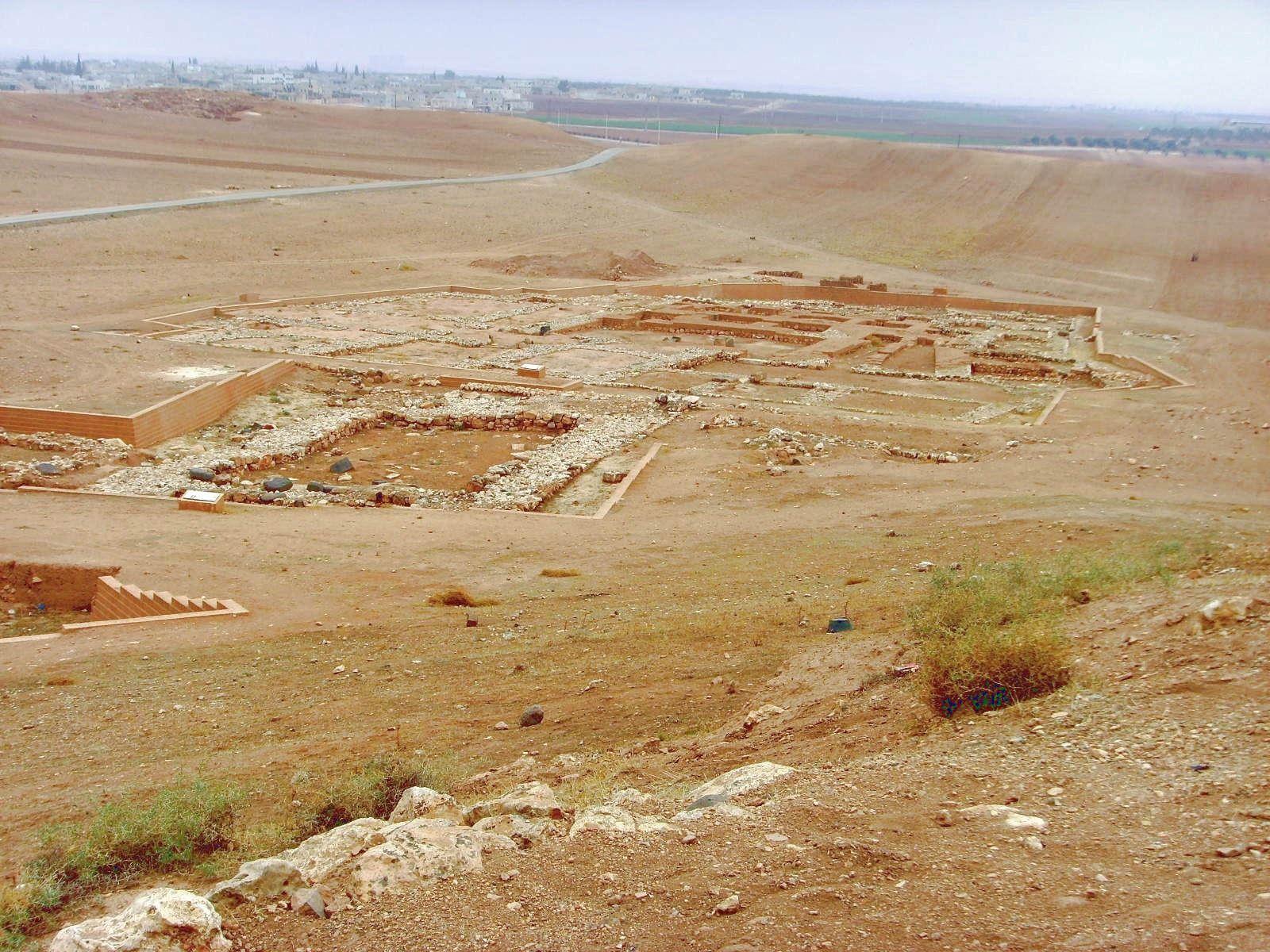
궁전 "P5"

새로운 지역 왕조가 에블라의 두 번째 왕국을 통치했지만, 첫 번째 왕국의 유산과의 연속성이 있었다. 에블라는 건축 양식과 첫 번째 왕국의 종교 유적의 신성함을 포함한 초기 특징들을 유지했다. 하부 도시에 새로운 왕궁이 건설되었고, 문서 시대에서 전환은 궁전 "G"의 파괴로만 표시된다. 두 번째 왕국에 대해서는 거의 알려진 바가 없는데, 이 시기 말기에 해당하는 하나의 비문 외에는 어떠한 문서 자료도 발견되지 않았기 때문이다.
두 번째 왕국은 동시대의 기록에 입증되었다. 라가시의 구데아는 비문에서 아만우스 산의 에블라 산에서 삼나무를 가져오라고 요청했는데, 이는 에블라 영토가 현대 튀르키예의 카르케미시 북쪽에 있는 우르숨을 포함했음을 나타낸다. 우르 제3왕조의 통치자인 아마르신의 7년차(기원전 약 2040년)로 거슬러 올라가는 문서에는 에블라의 엔시("메굼")의 사신이 언급되어 있다. 두 번째 왕국은 우르 제3왕조 정부에 의해 속국으로 간주되었지만, 그 관계의 본질은 알려져 있지 않으며, 공물 납부가 포함되었다. 우르의 종주권을 공식적으로 인정하는 것이 그 제국과의 무역 권리를 위한 조건으로 보인다.
두 번째 왕국은 기원전 21세기 말에 붕괴되었으며, 화재로 도시가 파괴되면서 막을 내렸지만, 이 사건에 대한 증거는 소위 "바위 사원" 외부와 아크로폴리스의 궁전 "E" 주변 지역에서만 발견되었다. 파괴의 원인은 알려져 있지 않다. 아스투르에 따르면, 이는 기원전 2030년경 후르리인의 침략으로 인한 것일 수 있으며, 이전 에블라의 봉신 도시인 이킹칼리스가 이끌었을 가능성이 있다. 에블라의 파괴는 1983년에 발견된 단편적인 후르리-히타이트 전설 서사시 "해방의 노래"에 언급되어 있으며, 아스투르는 이를 두 번째 왕국의 파괴를 묘사하는 것으로 간주한다. 이 서사시에서 "자잘라"라는 인물이 이끄는 에블라 의회는 메키 왕이 에블라의 이전 봉신 이킹칼리스의 포로들에게 자비를 베푸는 것을 막아, 후르리 폭풍신 테슙의 분노를 사서 도시를 파괴하게 한다.

### 중기 청동기 시대

#### 세 번째 왕국

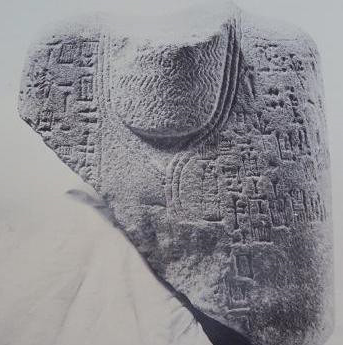
입비트림의 석상 조각.

세 번째 왕국은 "마르디크 III"로 지정되며, "A" 시기(기원전 2000년-1800년경)와 "B" 시기(기원전 1800년-1600년경)로 나뉜다. "A" 시기에는 에블라가 계획 도시로 빠르게 재건되었다. 기반은 마르디크 II의 유적을 덮었으며, 새로운 궁전과 사원이 건설되었고, 두 개의 원형 방어 시설(하부 도시용과 아크로폴리스용)이 건설되었다. 도시는 규칙적인 형태로 배치되었고 큰 공공 건물이 지어졌다. "B" 시기에도 추가적인 건설이 이루어졌다.

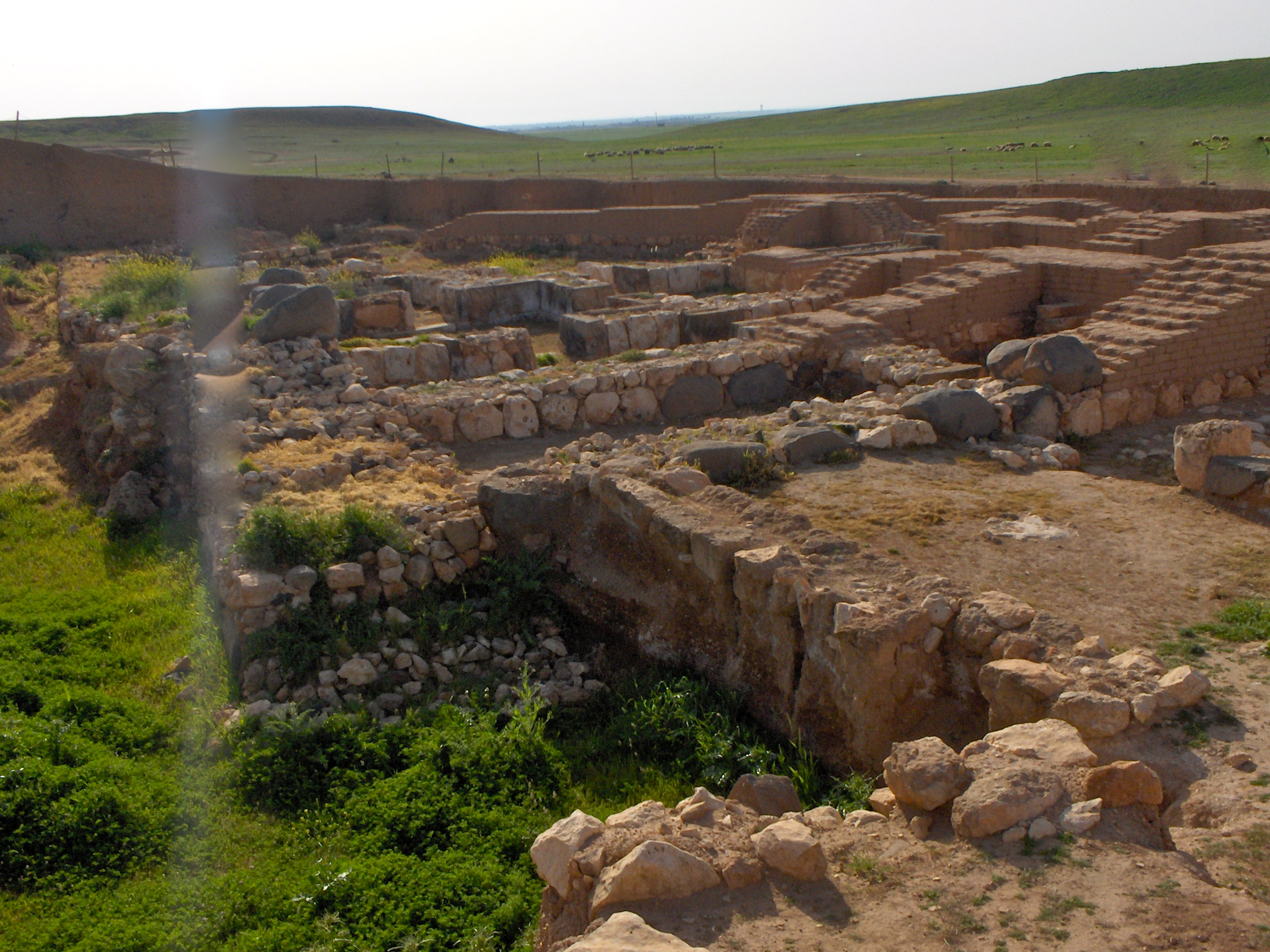
재상 궁전

세 번째 왕국의 첫 번째 알려진 왕은 입비트림이며, 그는 자신을 에블라의 메킴이라고 묘사했다. 1968년에는 입비트림의 이름이 새겨진 현무암 봉헌 석상이 발견되었는데, 이는 텔-마르디크 유적지를 고대 왕국 에블라와 동일시하는 데 도움이 되었다. 페티나토의 견해에 따르면 왕의 이름은 아모리인 이름이며, 따라서 세 번째 왕국 에블라의 주민들은 그 당시 시리아 대부분의 주민들과 마찬가지로 주로 아모리인들이었을 가능성이 높다.
기원전 18세기 초까지 에블라는 알레포를 중심으로 한 아모리 왕국인 얌카드의 봉신국이 되었다. 이 시기에 대한 기록은 없지만, 이 도시는 얌카드의 야림-림 3세 통치 기간에도 여전히 봉신국이었다. 이 시기 에블라의 알려진 통치자 중 한 명은 호테피브레 이집트 파라오로부터 선물을 받은 임메야였는데, 이는 에블라의 지속적인 광범위한 연계와 중요성을 나타낸다. 이 도시는 현대 터키의 얌카드 봉신 도시인 알랄라크에서 발견된 점토판에 언급되었다. 에블라 공주가 암미타쿰 알랄라크 왕의 아들과 결혼했는데, 암미타쿰 왕은 얌카드 왕조의 한 분파에 속했다.
에블라는 기원전 약 1600년에 히타이트 왕 무르실리 1세에 의해 파괴되었다. 인딜림마는 아마도 에블라의 마지막 왕이었을 것이다. 그의 왕자 마라테와리의 인장이 서부 궁전 "Q"에서 발견되었다. 또는, 아르키에 따르면 마라테와리가 마지막 왕일 수도 있으며, 그는 "해방의 노래" 서사시가 세 번째 왕국의 파괴를 묘사하고 오래된 요소들을 보존한다고 주장했다.

### 후기 시대
에블라는 세 번째 파괴 이후 결코 회복되지 못했다. "마르디크 IV"로 지정된 시기(기원전 1600년–1200년)에는 작은 마을이었으며, 알랄라크의 기록에는 이드리미 왕조의 봉신으로 언급된다. "마르디크 V" (기원전 1200년–535년)는 초기 철기 시대 농촌 정착지였으며, 후기에는 규모가 커졌다. "마르디크 VI" 시기에도 추가 개발이 이루어졌으며, 기원전 60년경까지 지속되었다. "마르디크 VII"은 기원후 3세기에 시작되어 7세기까지 지속되었으며, 이후 유적지는 버려졌다.

## 유적지

### 도시 배치

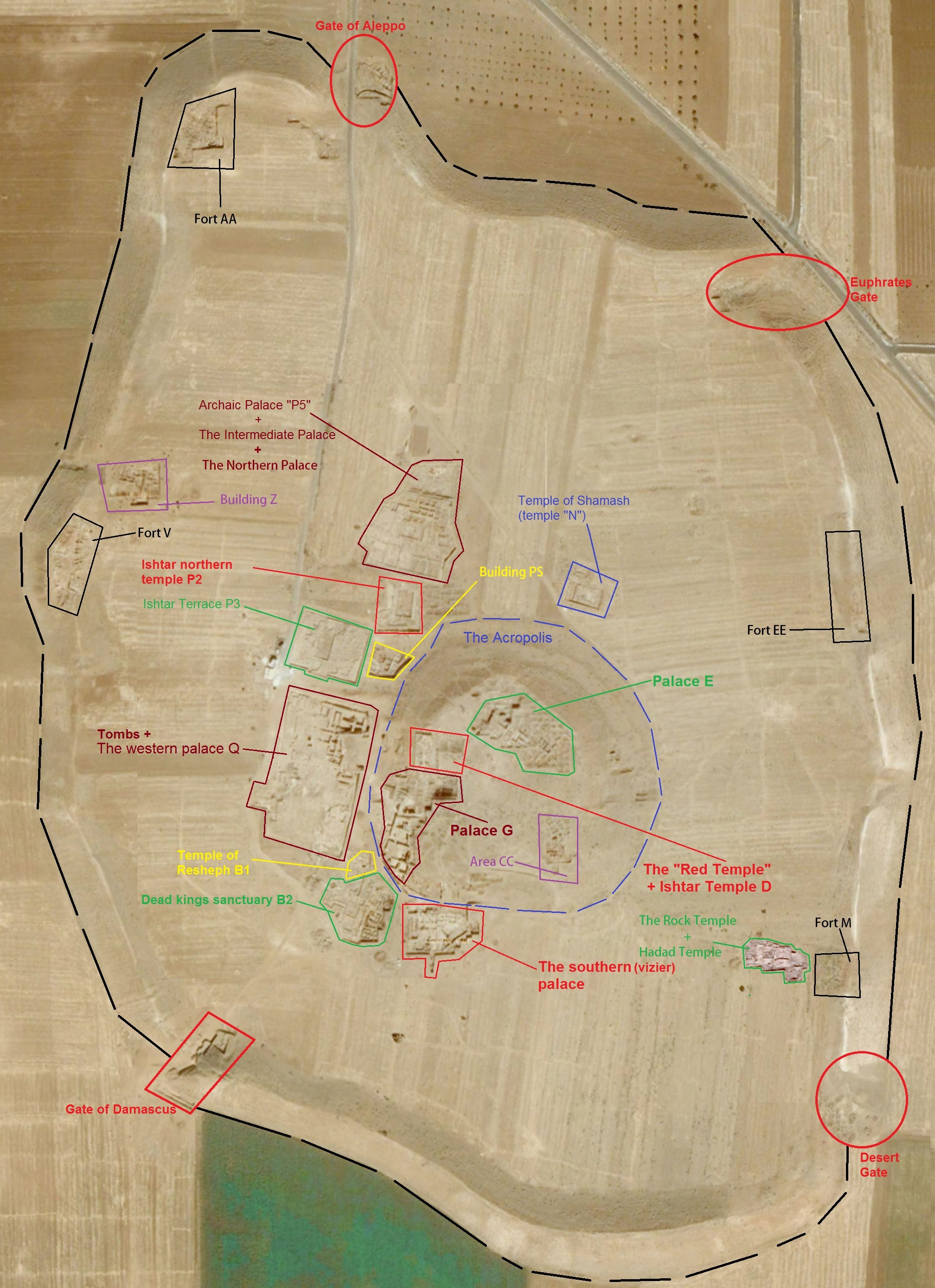
에블라의 주요 유적지

에블라는 하부 도시와 중앙의 솟아오른 아크로폴리스로 구성되었다. 첫 번째 왕국 시대에는 도시 면적이 56헥타르였고 진흙 벽돌 요새로 보호되었다. 에블라는 4개의 구역으로 나뉘었으며, 각 구역은 외벽에 자체 문을 가지고 있었다. 아크로폴리스에는 왕궁 "G"와 도시 내에 있는 두 개의 쿠라 신전 중 하나("붉은 신전"이라고 불림)가 포함되었다. 하부 도시에는 남동쪽에 "바위 신전"이라고 불리는 두 번째 쿠라 신전이 포함되었다. 두 번째 왕국 시대에는 아크로폴리스 북서쪽 하부 도시에 왕궁("고대 궁전 P5")이 건설되었으며, 파괴된 "붉은 신전" 위에 신전 "D"가 건설되었다.

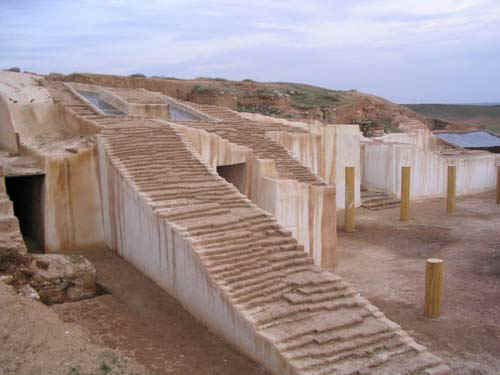
에블라의 지구라트 일부

세 번째 왕국 시대에 에블라는 거의 60헥타르에 달하는 대도시였으며, 이중 통로 문이 있는 요새화된 성벽으로 보호되었다. 아크로폴리스는 요새화되어 하부 도시와 분리되었다. 새로운 왕궁 "E"는 아크로폴리스에 건설되었고(마르디크 IIIB 시기), 이전의 "붉은" 및 "D" 신전(영역 "D") 위에 이슈타르 신전이 건설되었다. 하부 도시 또한 4개의 구역으로 나뉘었으며, 궁전 "P5"는 마르디크 IIIA 시기 동안 사용되었고, 마르디크 IIIB 시기에는 "중간 궁전"으로 대체되었다.
다른 세 번째 왕국 건물들에는 재상 궁전, 서부 궁전(영역 "Q"), 샤마쉬 신전(신전 "N"), 레셰프 신전(신전 "B1") 및 북부 궁전("중간 궁전" 위에 건설됨)이 포함되었다. 하부 도시 북쪽에는 이쉬타르를 위한 두 번째 신전이 건설되었으며, 이전의 "바위 신전"은 하닷 신전으로 대체되었다.

### 왕실 매장지

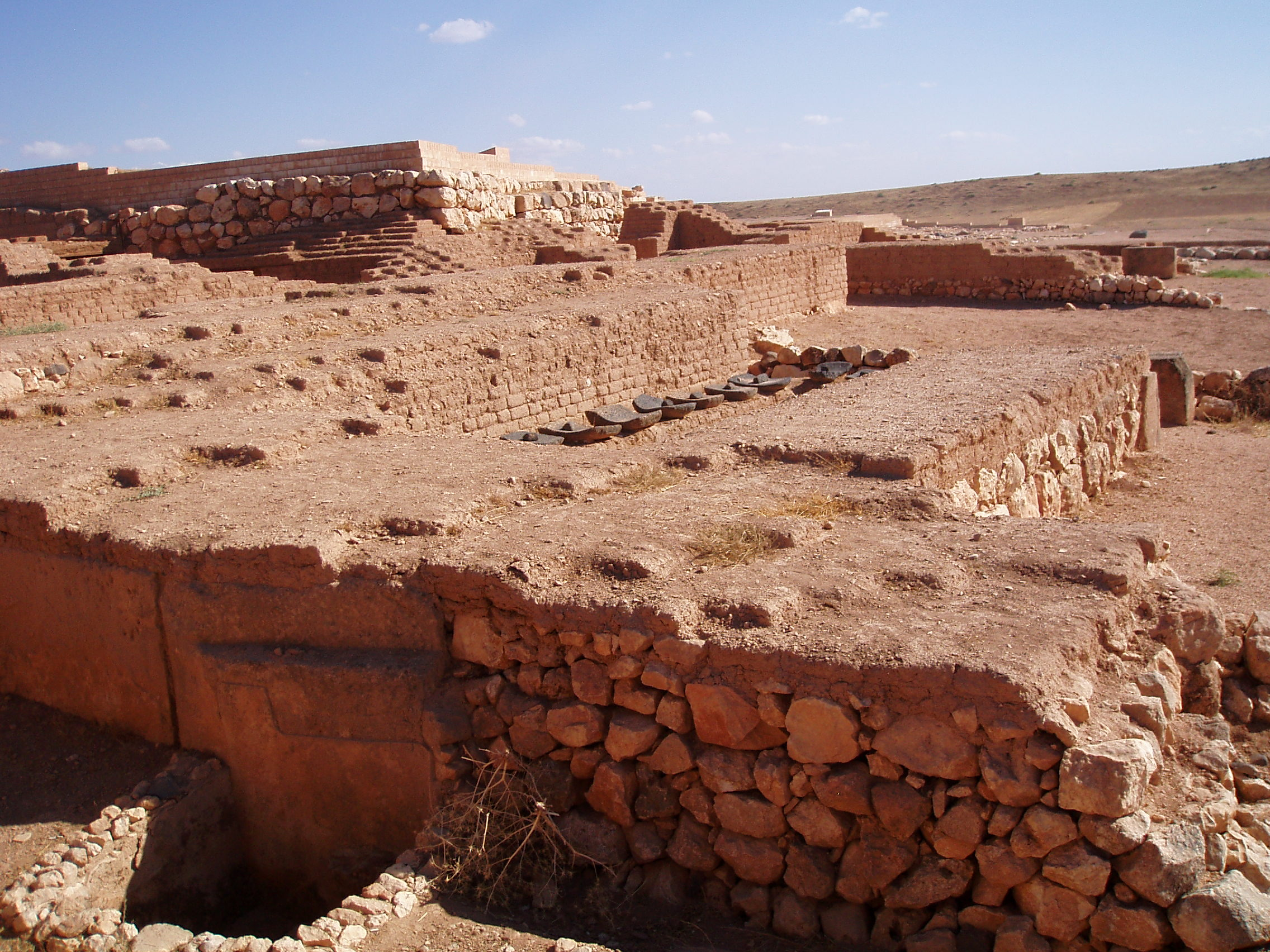
왕실 묘지 위에 위치한 서부 궁전 "Q"

첫 번째 왕국의 왕들은 도시 밖에 묻혔다. 마지막 열 명의 왕들(이르캅-다무로 끝남)은 다리브에 묻혔고, 더 오래된 왕들은 비나스에 위치한 왕실 묘지에 묻혔으며, 에블라에서 발견된 첫 번째 왕국 시대의 왕실 무덤은 단 하나뿐이다(지하묘지 "G4"). 이 첫 번째 왕국의 무덤은 아마도 마지막 왕의 통치 기간에 건설되었을 것이며, 에블라가 왕들을 왕궁 아래에 묻는 메소포타미아 전통을 채택했음을 나타내는 것일 수 있다.
세 번째 왕국의 왕실 묘지는 궁전 "Q" (서부 궁전) 아래에서 발견되었다. 이곳에는 많은 지하묘지가 있지만, 발굴된 것은 단 세 곳뿐이다. 이 무덤들은 궁전 기초의 암반에 있는 자연 동굴이었으며, 모두 기원전 19세기와 기원전 18세기로 거슬러 올라가고, 입구 통로, 매장실, 그리고 통로와 매장실을 연결하는 드로모스로 구성된 유사한 구조를 가졌다.

#### 지하묘지 G4
왕궁 "G"에서 발견된 왕실 무덤은 지하묘지 "G4"로 지정되며, 문서 시대, 아마도 이사르-다무의 통치 시기로 거슬러 올라간다. 이 무덤은 심하게 손상되었으며, 대부분의 돌이 약탈되었고 지붕 시스템은 아무것도 남아 있지 않다. 또한 유골이나 장례 용품이 전혀 없는데, 이는 심하게 약탈되었거나, 전혀 사용되지 않았거나, 케노타프(기념 묘비)로 지어졌음을 시사한다.
1992년부터 1995년까지 발굴되었으며, 궁전 서쪽 구역 아래 약 6미터 깊이에 위치한다. 이 무덤은 서로 연결된 두 개의 방으로 구성되어 있으며, 석회 반죽 바닥이 있다. 두 방 모두 직사각형이며, 동쪽 방(L.6402)은 폭 4미터, 길이 3.5미터 이상(총 길이는 심한 손상으로 알 수 없음), 동서 방향으로 배치되어 있다. 서쪽 방(L.5762)은 길이 5.20미터, 폭 4미터이며 동서 방향으로 배치되어 있다. 벽은 석회암으로 지어졌으며, 방 중앙을 향해 벽에서 튀어나온 몇 개의 블록은 지붕이 코벨 볼트였음을 시사한다.

#### 서부 궁전 묘지

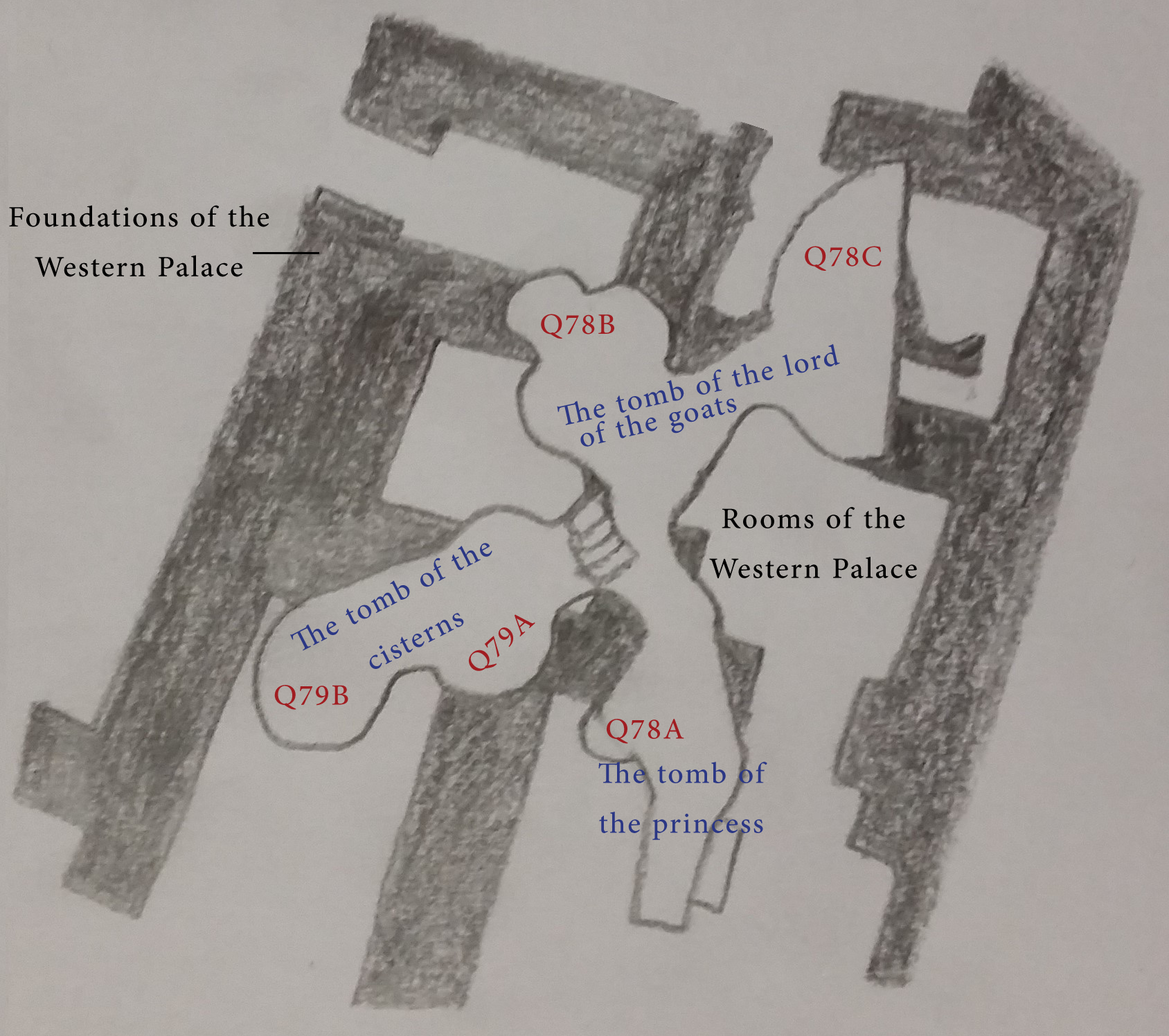
서부 궁전 묘지 평면도

이 무덤들은 이신-라르사 시대에 지어진 건물 Q의 바닥 아래에서 발견되었다.
- 공주의 무덤: 기원전 약 1800년으로 거슬러 올라가며, 발견된 세 번째 왕국 무덤 중 가장 오래되고 작다.[132][138] 1978년 발굴되었으며,[138] 젊은 여성의 유해가 포함되어 있어 이러한 이름이 붙었다.[139] 드로모스에는 부분적으로 암반에 잘려 있고 부분적으로 돌로 포장된 계단이 있는데, 이는 자연 동굴을 확장하여 만든 방으로 이어진다.[140] 이 무덤은 약탈되지 않은 유일한 무덤이며,[141] 귀중한 보석과 장례 용품이 포함되어 있었다.[142]
- 저수조의 무덤: 이 무덤은 묘지에서 가장 심하게 손상된 무덤이다.[132] 이중 방으로 구성된 매장지이며, 가장 이른 시기의 Q79A는 공주의 무덤과 같은 시기에 건설되었고, 무덤이 재사용될 때 심하게 손상되었다. 그리고 기원전 17세기 말에 Q79A 자리에 드로모스가 건설되었다(Q79B 매장지 발견으로 이어짐).[140] 이곳은 아마도 왕의 안식처였을 것이다. 왕실 권력의 상징인 곤봉이 Q79A에서 발견되었다.[140]
- 염소의 주인의 무덤: 이 묘지에서 가장 큰 규모이며, 두 개의 매장실을 포함하고 수직 통로를 통해 도달한다.[140] 이 무덤의 주인은 확실히 알려져 있지 않지만, 무덤 안에 청동 염소 머리로 장식된 왕좌가 존재하기 때문에 고고학자들은 그를 염소의 주인이라고 부른다.[143] 임메야 왕의 이름이 새겨진 은잔이 무덤에서 발견되었는데, 이로 인해 그 왕이 이 무덤의 가장 유력한 주인으로 여겨진다.[144]

## 정부
첫 번째 왕국의 정부는 왕(칭호는 말리쿰)과 최고 재상으로 구성되었으며, 재상은 장로회(아부)와 행정부를 이끌었다. 두 번째 왕국 또한 군주제였으나, 기록 부족으로 인해 알려진 바가 거의 없다. 세 번째 왕국은 얌하드의 권위 아래 중요성이 감소된 도시 국가 군주제였다.

### 첫 번째 왕국의 행정
여왕은 왕과 함께 국정을 운영했다. 왕세자는 내정을 담당했고, 두 번째 왕자는 외교를 담당했다. 군사적 업무를 포함한 대부분의 업무는 재상과 행정부가 처리했으며, 행정부는 13명의 궁정 고위 관리들로 구성되었고, 각 관리들은 400명에서 800명의 인력을 통제하며 11,700명 규모의 관료 체계를 형성했다. 하부 도시의 네 구역 각각은 수석 감독관과 많은 부관들에 의해 통치되었다. 왕실의 이익을 감독하기 위해 왕은 대리인(마쉬킴), 수금원(우르), 사신(카스)을 고용했다.

#### 행정 구역
많은 속국들이 에블라에 충성 서약을 했고, 각 속국은 자체 왕(En)이 다스렸다. 이 봉신 왕들은 높은 자율성을 가졌고, 에블라에 공물을 바치고 군사적 지원을 제공했다. 수도의 행정 중심지는 "SA.ZA"라고 불렸으며, 왕궁, 저장고, 일부 신전이 포함되었다. 수도 성벽 밖의 지역은 에블라 문서에서 총체적으로 "우루-바르"(문자적으로 도시 밖을 의미)라고 불렸다. 중앙 권위 아래의 마을과 도시들은 수도에서 직접 통치되거나, 또는 임명된 관리들을 두었다. 공무원의 칭호는 각 도시가 자체 정치 전통을 가지고 있었기 때문에 담당자의 책임과 권위를 명확하게 정의하지 않는다.
- 루갈(Lugal): 메소포타미아에서 lugal은 왕을 지칭했지만, 에블라에서는 수도의 직접적인 권위 아래에 있는 총독을 지칭했다.[149] 에블라 관료제에서 이 칭호의 본질은 모호하다. 각 lugal은 최고 재상의 권위 아래에 있었고,[150] 이 직책을 가진 사람들은 수도의 직접적인 권위 아래에 있는 도시들을 다스렸으며, 모두 에블라의 창고에 보관할 물품을 가져왔다.[147] 페티나토는 에블라 행정 문서에서 14개의 다른 lugal을 세었고, 왕국이 14개의 부서로 나뉘었으며, 그 중 두 개는 수도 자체에, 나머지 12개는 왕국의 나머지 지역에 걸쳐 있다고 추론했다.[151]
- 우굴라(Ugula): 이 칭호는 감독관으로 번역된다. 일부 ugula는 독립적인 통치자였고 일부는 부족 집단의 최고 권위를 나타냈다.[152] 다룸 시와 같이 많은 도시들은 행정 책임자로 임명된 ugula를 두었다.[147]

#### 코라
왕이 직접 통제하고 수도에 경제적으로 중요한 지역을 고고학자들은 "코라"라고 부른다. 왕의 직접 통제 지역은 코라를 넘어 확장되었으며, 새로운 영토를 추가하는 에블라의 끊임없는 군사적 확장으로 인해 왕국과 코라의 정확한 크기를 결정하기는 어렵다. 이들 중 일부는 직접 통치되었고, 다른 일부는 봉신으로서 자체 통치자를 유지하도록 허용되었다.
일반적으로 코라는 수도를 지탱하는 경제적 배후지를 포함하는 에블라의 핵심 지역이다. 여기에는 왕이나 그의 재상이 궁전을 가지고 있던 도시와 마을, 왕실 제도와 관련된 중요한 신성한 장소가 있는 도시, 왕이 참여했던 다양한 의식(예: 왕권 갱신 의식) 중에 방문했던 도시, 그리고 직물이 납품되던 다른 도시들이 포함된다. 코라는 약 3000 km2에 걸쳐 있으며, 서쪽에서 동쪽으로 자발 자위야 동쪽 평원, 마타크 늪, 알-하스 산 및 샤비트 산을 포함한다. 알-갑 평원, 알-루즈 평원, 알-자불과 같이 코라 국경에 바로 인접한 지역들은 코라와 밀접한 문화적 유사성을 가진다.

## 사람, 언어, 문화

### 첫 번째와 두 번째 왕국

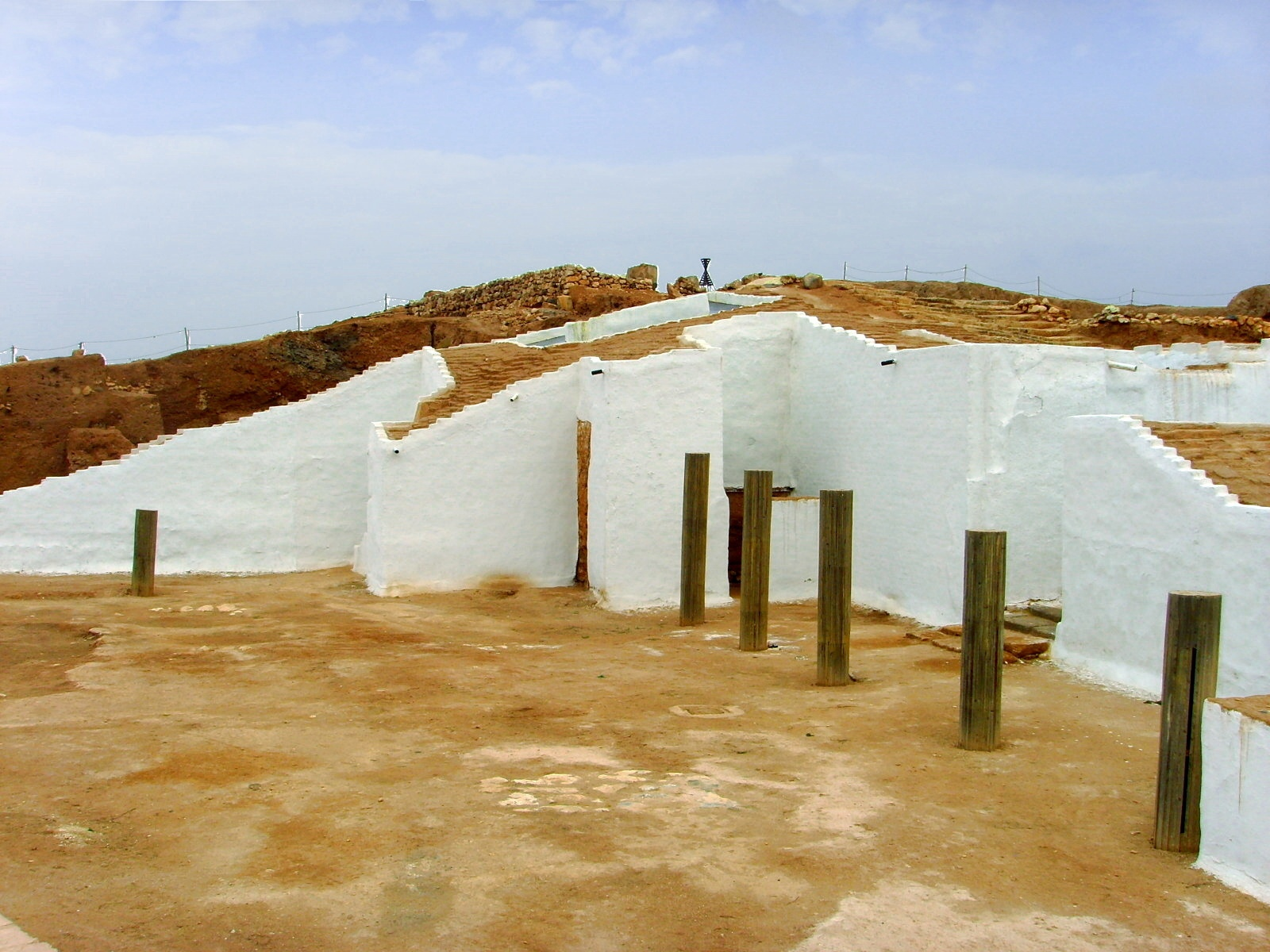
왕궁 "G" 안뜰

마르디크 II 시대는 동일한 문화를 공유했다. 마르디크 IIB1(기원전 2400년~2300년) 시대 에블라의 인구는 수도에서 약 40,000명, 왕국 전체에서 200,000명 이상으로 추정된다. 마르디크 II의 에블라인들은 셈어 사용자였으며, 아모리인과 같은 북서 셈족 이웃과 가까웠다. 조반니 페티나토는 가장 오래된 셈어 중 하나인 에블라어가 서셈어군이라고 말했다. 겔브와 다른 이들은 이 언어가 아카드어에 더 가까운 동셈어 방언이라고 말했다. 학계의 합의는 에블라어를 서셈어와 동셈어의 특징을 모두 나타내는 동셈어군으로 간주한다.
에블라는 새로운 왕의 즉위 의식과 같이 몇 주 동안 지속되는 종교 및 사회 축제를 여러 차례 개최했다. 에블라 달력은 12개월로 나뉜 태양년을 기반으로 했다. 이그리시-할람의 통치 기간에 사용된 "구 달력"과 재상 입비시피시가 도입한 "신 달력" 두 가지가 발견되었다. 많은 달들은 신들의 이름으로 명명되었다. 신 달력에서 "이투 베-리"는 한 해의 첫 달이었으며, "주의 달"을 의미했다. 각 연도는 숫자가 아닌 이름으로 부여되었다.
여성들은 남성과 동등한 봉급을 받았고 중요한 직책에 오르거나 정부 기관을 이끌 수 있었다. 에블라인들은 나가르에서 쿵가를 수입했으며, 이를 왕족과 고위 관리의 마차를 끄는 데 사용하고 동맹 도시에 외교적 선물로도 활용했다. 사회는 메소포타미아 왕국보다 궁전과 신전을 덜 중심으로 했다. 에블라 궁전은 도시 쪽으로 개방된 안뜰을 중심으로 설계되어 행정부가 접근하기 쉬웠다. 이는 좁은 입구와 외부 안뜰에 대한 접근이 제한된 성채와 유사한 메소포타미아 궁전과는 대조적이다. 음악은 사회에서 중요한 역할을 했으며, 음악가들은 현지인이거나 마리와 같은 다른 도시에서 고용되기도 했다. 에블라는 또한 나가르에서 곡예사를 고용했지만, 나중에 그 수를 줄이고 일부는 현지 에블라 곡예사를 훈련시키는 데 사용했다.

### 세 번째 왕국
마르디크 III의 인구는 주로 셈족 아모리인이었다. 아모리인들은 첫 번째 왕국의 점토판에 이웃이자 농촌 거주민으로 언급되었고, 두 번째 왕국의 파괴 이후 에블라를 지배하게 되었다. 이 도시는 건설이 크게 증가하여 많은 궁전, 사원, 요새가 건설되었다. 아모리어를 사용하는 에블라인들은 이전 시기의 고대 시리아어를 사용하는 에블라인들과 동일한 신들 중 많은 신들을 숭배했으며, 도시 중심부의 아크로폴리스의 신성함을 유지했다. 세 번째 왕국의 도상학과 왕실 이데올로기는 얌하드 문화의 영향을 받았다. 왕권은 에블라의 이슈타르가 아닌 얌하드 신들로부터 받았으며, 이는 인딜림마 시대의 에블라 인장에서 명백하게 드러난다.

## 경제
첫 번째 왕국 시대에는 궁전이 경제를 통제했지만, 부유한 가문은 정부 개입 없이 재정 문제를 관리했다. 경제 체제는 재분배 방식이었으며, 궁전은 상시 및 계절 노동자에게 식량을 분배했다. 약 40,000명이 이 체제에 기여한 것으로 추정되지만, 일반적으로 메소포타미아와 달리 토지는 마을 소유로 남아 있었고, 마을은 궁전에 연간 할당량을 지불했다. 농업은 주로 목축업이었고, 대규모 가축 떼는 궁전에서 관리했다. 도시 주민들은 약 140,000마리의 양과 염소, 9,000마리의 소를 소유했다.
에블라는 무역으로 번영을 누렸으며, 그 부는 가장 중요한 수메르 도시들과 동등했고, 주요 상업 경쟁 상대는 마리였다. 에블라의 주요 교역품은 아마도 인근 산림의 목재와 직물이었을 것이다. 공예품 또한 주요 수출품이었던 것으로 보이며, 이는 도시 궁전에서 회수된 유물의 양으로 입증된다. 에블라는 현대 아프가니스탄까지 이르는 광범위한 상업 네트워크를 가지고 있었다. 키프로스에 직물을 선적했으며, 아마도 우가리트 항구를 통해 이루어졌을 것이다. 그러나 대부분의 무역은 강을 통해 메소포타미아, 주로 키시로 향했던 것으로 보인다. 주요 궁전 G에서는 고대 이집트 시대의 유물이 발견되었는데, 여기에는 카프레와 페피 1세 파라오의 이름이 새겨져 있었다.
에블라는 두 번째 왕국 시대에도 무역의 중심지였는데, 이는 이 시기에 나타났다가 도시와 함께 파괴된 주변 도시들로 입증된다. 무역은 세 번째 왕국 시대에도 에블라의 주요 경제 활동이었다. 고고학적 발견에 따르면 이집트 및 비블로스와 같은 시리아 해안 도시들과 광범위한 교류가 있었다.

## 종교
에블라는 다신교 국가였다. 첫 번째 왕국 시대에 에블라인들은 죽은 왕들을 숭배했다. 첫 번째 에블라의 신전에는 신들의 짝이 있었고, 이들은 세 가지 유형으로 나눌 수 있다. 첫 번째이자 가장 일반적인 유형은 신과 그의 여성 배우자와 같은 짝이었다. 두 번째 유형은 이집트와 메소포타미아 신전처럼 우주를 창조하기 위해 협력하는 신적 쌍이었다. 세 번째 유형은 사실상 두 개의 이름을 가진 단일 신을 포함했다. 에블라인들은 북서 셈족 신들을 선호하며 메소포타미아 신들을 거의 숭배하지 않았으며, 일부는 에블라에만 있는 신들이었다. 첫 번째 유형의 짝에는 에블라 고유의 신인 하다발 (dNI-da-KUL)과 그의 배우자 벨라투("그의 아내"); 레셰프와 그의 배우자 아담마; 에블라 고유의 도시 수호신인 쿠라와 그의 배우자 바라마가 포함되었다. 세 번째 유형에는 장인의 신 카미시/티트, 코타르-와-카시스, 그리고 쌍둥이 산신으로 표현된 금성; 즉 새벽별로서의 샤하르와 저녁별로서의 살림이 포함되었다.
첫 번째 에블라인들은 왕실 가족의 여신이었던 시리아 여신 이샤라를 비롯한 다른 많은 신들을 숭배했다. 이샤라는 왕실 가족의 여신이었다. 이슈타르도 숭배되었지만, 월별 제물 목록 중 하나에서 단 5회만 언급되었으며, 이샤라는 40회 등장하여 훨씬 더 중요했다. 다른 신들로는 다무; 메소포타미아 신 우투; 아슈타피; 다곤; 하닷 (하닷)과 그의 배우자 할라바투 ("할라브의 그녀"); 그리고 숭배를 위한 신전이 있었던 태양의 여신 시피시가 포함되었다. 네 개의 도시 문은 다간, 하닷, 라삽, 우투 신의 이름을 따서 명명되었지만, 어떤 문이 어떤 이름을 가졌는지는 알려져 있지 않다. 전반적으로 제물 목록에는 약 40명의 신들이 제물을 받았다고 언급되어 있다.
세 번째 왕국 시대에는 아모리인들이 일반적인 북부 셈족 신들을 숭배했으며, 독특한 에블라 신들은 사라졌다. 하닷이 가장 중요한 신이었고, 이슈타르는 이샤라의 자리를 대신하여 하닷을 제외하고 도시에서 가장 중요한 신이 되었다.

### 성경 연관성 이론
점토판 해독 과정 초기에 조반니 페티나토는 에블라와 성경 간의 연관성에 대한 주장들을 내놓았다. 그는 점토판에 야훼, 족장설화, 소돔과 고모라 및 기타 성경적 언급의 존재에 대한 주장된 참조를 인용했다. 그러나 페티나토와 다른 이들의 예비 추측과 추론에 기반한 성경과의 에블라 연관성에 대한 초기 미디어의 흥분은 현재 널리 신뢰를 잃었으며, 학계의 합의는 에블라가 "소선지서, 성경 족장들의 역사적 정확성, 야훼 숭배 또는 소돔과 고모라와 관련이 없다"는 것이다. 에블라 연구에서 초점은 성경과의 비교에서 벗어나 에블라 자체를 하나의 문명으로 연구하는 방향으로 전환되었다. 이러한 주장들은 관련 학자들 간의 격렬한 개인적 및 학문적 갈등뿐만 아니라 일부에서는 시리아 당국의 정치적 개입으로 묘사하는 상황으로 이어졌다.

## 유전학
에블라에서 발견된 청동기 시대 초기 및 중기 인간 유골 10개에 대한 고대 DNA 분석 결과, 에블라인은 동기 시대 레반트인과 메소포타미아인의 혼합이었으며, 동시대 레반트인과 유전적으로 유사했다.
하플로그룹 면에서, 한 초기 청동기 시대(기원전 2700-2500년) 개인은 하플로그룹 E1b1b1b2a-M123을 가지고 있었는데, 이는 아프리카아시아어족의 확산과 관련이 있는 것으로 보인다. 다른 초기 청동기 시대(기원전 2572-2470년) 개인은 J1a2a1a2-P58에 속했으며, 4명의 중기 청동기 시대(기원전 2000-1800년) 개인은 하플로그룹 J1a2a1a2-P58 (2명), G2a, 그리고 중기 PPNB 레반트 이래로 존재했던 서아시아 T1a1-L162를 가지고 있었다.

## 발굴
1964년, 로마 라 사피엔차 대학교의 이탈리아 고고학자들은 파올로 마티아에의 지휘 아래 텔 마르디크 발굴을 시작했다. 1968년, 그들은 이슈타르 여신에게 바쳐진 석상을 발굴했는데, 이 석상에는 입비트림의 이름이 새겨져 있었고, 그가 에블라의 왕이라고 언급되어 있었다. 이는 오랫동안 라가시 및 아카드 제국의 비문을 통해 알려져 있던 도시를 확인시켜 주었다. 다음 10년 동안, 팀은 기원전 2500년에서 2000년경으로 거슬러 올라가는 궁전(궁전 G)을 발견했다. 궁전에서 발견된 유물에는 귀한 재료, 청금석, 검은 돌, 그리고 금으로 만든 작은 조각상들이 포함된다.
궁전 왕좌실에서는 13개의 완전하거나 파편화된 렌즈형 쐐기 문자 점토판이 발견되었는데, 도시의 멸망으로 인해 그곳에 있었던 것으로 추정된다. 왕좌실 옆 창고에서는 거의 완전한 여왕의 표준과 왕의 표준에서 유래한 것으로 보이는 파편들이 발견되었다. 다른 유물로는 자개 상감 나무 가구와 유색석으로 제작된 복합 조각상들이 포함되었다. 은으로 된 그릇에는 임메야 왕의 이름이 새겨져 있었고, 이 그릇은 "염소의 주인의 무덤"에서 이집트 보석과 호테피브레 파라오가 선물한 이집트 의례용 철퇴와 함께 발견되었다.
약 17,000개의 쐐기 문자 점토판 파편이 발견되었으며, 이를 합치면 2,500개의 완전한 점토판이 되는데, 이는 기원전 3천년기의 가장 큰 기록 보관소 중 하나이다. 점토판의 약 80%는 일반적인 수메르어 표어문자와 음절 문자의 조합으로 쓰여졌으며, 나머지는 이전에 알려지지 않은 셈족 언어를 수메르 쐐기 문자로 순전히 음성적으로 혁신적인 방식으로 표현했는데, 이를 "에블라어"라고 불렀다. 점토판들 사이에서 수메르어/에블라어 이중어 어휘 목록이 발견되어 번역이 가능해졌다. 이 점토판들은 기원전 3천년기 중반 북부 메소포타미아의 문화적, 경제적, 정치적 삶에 대한 많은 중요한 통찰력을 제공한다. 또한 주민들의 일상생활에 대한 통찰력을 제공하며, 국가 수입, 수메르-에블라 사전, 외국 통치자와의 외교 교류, 학교 교재, 찬송가 및 신화에 대한 정보를 담고 있다.

### 도서관
4000년이 넘는 점토판들은 지금까지 발견된 가장 오래된 도서관을 구성한다. 에블라에서는 "기록 보관소 또는 도서관이 이전에는 어디에서도 발견된 적이 없는, 최소 500년 더 오래된 질서 정연한 기록 모음집을 구성했다." 배열 및 분류의 증거가 있다. 큰 점토판들은 원래 선반에 보관되었으나 궁전이 파괴되면서 바닥으로 떨어졌다. 떨어진 점토판의 위치를 통해 발굴자들은 선반에서의 원래 위치를 재구성할 수 있었다. 그들은 점토판이 원래 주제별로 분류되어 있었음을 발견했다.
이러한 특징들은 이전 수메르 발굴에서는 없었다. 정교한 텍스트 배열 기술과 그 구성은 문서 보관 및 도서관 관행의 위대한 고대성을 입증하며, 이는 에블라 도서관 발견 이전에 가정했던 것보다 훨씬 오래되었을 수 있다. 상당 부분의 점토판이 문학 및 사전학적 텍스트를 포함하고 있다. 증거는 이 컬렉션이 적어도 부분적으로는 왕, 대신, 관료들만이 사용하도록 의도된 기록 보관소가 아니라 진정한 도서관으로도 기능했음을 시사한다. 점토판은 텍스트를 외국어 및 문자로 초기 전사한 것, 더 쉬운 검색을 위한 분류 및 목록화, 크기, 형태 및 내용별 배열의 증거를 보여준다. 따라서 에블라 점토판은 학자들에게 4,500년 전 사용되었던 도서관 관행의 기원에 대한 새로운 통찰력을 제공했다.
문서의 절대 연대는 아직 확실하지 않지만, 50년 기간에 대한 상대 연대가 확립되었다. 에블라는 메소포타미아식 연도 이름이나 연도 번호를 사용하지 않았고 통치자의 이름은 문서에 거의 언급되지 않았기 때문에 학자들은 문자 변화, 문법 변화, 그리고 가장 중요하게는 궁정 구성원, 특히 왕의 아내와 딸들의 프로소포그라피를 사용했다. 이러한 노력에 가장 관련성이 높은 점토판은 일련의 연간 금속 장부와 월간 리넨 장부였다.
회수된 점토판과 파편 대부분은 시리아 이들리브 지역 박물관에 보관되었다. 현재 상태는 알려져 있지 않다.

### 유산
에블라의 첫 번째 왕국은 초기 시리아 중앙집권 국가의 한 예이며, 학자들, 예를 들어 새뮤얼 피너와 칼 무어는 이를 최초로 기록된 세계 강대국으로 간주한다. 에블라의 발견은 메소포타미아와 이집트 사이의 다리 역할을 하는 시리아 역사에 대한 이전 견해를 바꾸었다. 이 지역이 자체적으로 문명의 중심지였음을 입증했다.

## 시리아 내전
시리아 내전의 결과로, 에블라 발굴은 2011년 3월에 중단되었다. 2013년까지 이곳은 "정의의 화살"이라는 이름의 반군 무장 단체의 통제 하에 있었으며, 그들은 높은 지형을 활용하여 정부 공습을 감시하는 관측 지점으로 사용하고 유적지를 약탈로부터 보호하려 했다. 많은 터널이 파졌고 인간 유골로 가득 찬 지하실이 발견되었는데, 강도들은 보석과 다른 귀중한 유물을 찾기를 기대하며 유골을 흩뜨리고 버렸다. 반군에 의한 발굴 외에도 인근 마을 주민들도 유물을 찾고 약탈할 목적으로 유적지에서 발굴을 시작했다. 일부 주민들은 도자기 빵 굽는 오븐용 안감을 만드는 데 적합한 흙을 차량에 싣고 터널에서 가져갔다.
이 유적지는 2020년 1월 30일 시리아군에 의해 제5차 시리아 북서부 공세 중 주변 마을과 함께 점령되었다.

## 같이 보기
- 아지 (에블라)
- 성서고고학
- 고대 근동의 도시들
- 마리 (수메르)
- 단기 연대기

## 내용주
1. ↑  이 문서의 모든 날짜는 별도로 명시되지 않는 한 중기 연대기를 기준으로 추정한다.
2. ↑  정치적 약화는 아둡-다무의 짧은 통치 기간 동안 시작되었다.[22]
3. ↑  아마도 에블라 동쪽 유프라테스강을 따라 위치했을 것이다.[34]
4. ↑  처음에는 페티나토가 나람신 이론을 지지하다가 고연대로 전환했다.[59]
5. ↑  미카엘 아스투르는 페티나토가 받아들인 연대기를 사용하면 라가시의 우르난셰 통치 시기가 기원전 2500년으로 나온다고 주장한다. 우르난셰는 라가시가 루갈자게시 왕에게 파괴되기 약 150년 전에 통치했다. 우르난셰가 기원전 2500년에 통치했고, 그의 통치와 에블라 파괴를 목격한 마리 왕 히다르의 통치 사이에는 최소 150년의 간격이 있으므로, 이 사건의 날짜는 기원전 2500년을 넘어 심지어 기원전 2400년을 넘게 된다.[59]
6. ↑  아스투르는 기원전 2400년 날짜에 사용된 중기 연대기에 따르면 에안나툼의 통치는 기원전 2425년에 끝났고 에블라는 기원전 2400년까지 파괴되지 않았다고 주장한다. 같은 연대기에 따르면 루갈자게시의 통치는 기원전 2400년 50년 후에 시작되었을 것이다.[61]
7. ↑  처음에는 마티아에가 나람신 이론을 지지하다가 사르곤으로 전환했다.[63]
8. ↑  아스투르는 사르곤과 그의 손자가 이라크의 "이프-라"라는 비슷한 이름의 도시를 지칭하고 있다고 믿는다.[66][67] 아스투르는 에블라 문서가 파괴될 당시의 정치 상황이 아카드 제국이 세워지기 이전의 상황에 해당하며, 나람신의 통치 시기와는 다르다고 말한다.[63] 또한 사르곤이 책임자였을 가능성은 희박한데, 파괴 당시 에블라 문서에서는 키시가 독립 상태로 묘사되어 있기 때문이다. 루갈자게시는 키시를 약탈하고 사르곤이 이블라 또는 에블라를 파괴하기 전에 살해당했다.[68]
9. ↑  "메굼"은 개인 이름이라기보다는 에블라 통치자의 칭호였던 것으로 추정된다.[83] 후기 제3왕국 에블라의 왕 입비트림 또한 이 칭호를 사용했다.[84] 기원전 19세기 퀼테페 출신의 아시리아 상인 아수르-나다가 사용한 "이브-다무 메킴 에블라"라고 쓰여진 에블라 인장이 발견되었다.[85] 이브 다무는 첫 번째 왕국 초기 시대 에블라 왕의 이름이었다.[85]
10. ↑  알랄라크 근처 에블라 북부의 미확인 위치.[90]
11. ↑  이로 인해 아스투르, 데이비드 I. 오언, 론 벤커는 입비트림을 제3 우르 시대의 아모리인 이전 메굼과 동일시했다.[99] 그러나 이 동일시는 현재 반박되고 있다.[84]
12. ↑  남쪽 궁전(영역 "FF"에 위치)이라고 불리며, 아크로폴리스 남쪽 기슭에 있었다.[125]
13. ↑  영역 HH.[125]
14. ↑  이 의식은 왕과 왕비가 니나스를 방문하고 왕실 조상들에게 제물을 바치는 것을 포함했다.[154]
15. ↑  문법적으로 에블라어는 아카드어에 더 가깝지만, 어휘적으로나 일부 문법 형태에서는 서셈어군 언어에 더 가깝다.[97]
16. ↑  쿵가는 당나귀와 암컷 아시아당나귀의 잡종으로, 나가르가 번식으로 유명했다.[168]
17. ↑  고고학자 알레산드로 데 마이그레는 에블라가 무역 지위를 유지했다고 추론했다.[75]
18. ↑  에블라 연구 초기에는 에블라의 신전에 이샤라와 또 다른 신 아슈타피가 존재한다는 것이 에블라 첫 왕국에 후르리인이 존재했다는 증거로 여겨졌다.[194] 그러나 이 신들은 후르리인 이전, 어쩌면 셈족 이전의 신들이었으며, 나중에 후르리 신전에 편입된 것으로 현재 알려져 있다.[177][195][196]
19. ↑  아마도 고대 셈족 신이며 수메르 신 다무와는 동일하지 않다.[199]

### 참고 문헌
- Akkermans, Peter M.M.G.; Schwartz, Glenn M. (2003). 《The Archaeology of Syria: From Complex Hunter-Gatherers to Early Urban Societies ( 16,000-300c. BC)》. Cambridge University Press. ISBN 978-0-521-79666-8.
- Archi, Alfonso (1994). 《Studies in the Pantheon of Ebla》. 《Orientalia》 63 (Pontificium Institutum Biblicum). OCLC 557711946.
- Archi, Alfonso (2010). 《Hadda of Ḫalab and his Temple in the Ebla Period》. 《IRAQ》. 72: In Honour of the Seventieth Birthday of Professor David Hawkins (Cambridge University Press - On Behalf of The British Institute for the Study of Iraq (거트루드 벨 Memorial)). 3–17쪽. doi:10.1017/S0021088900000565. ISSN 0021-0889. JSTOR 20779017. S2CID 191962310.
- Archi, Alfonso (2002). 〈Formation of the West Hurrian Pantheon: The Case Of Ishara〉.   Yener, K. Aslihan; Hoffner, Harry A.; Dhesi, Simrit. 《Recent Developments in Hittite Archaeology and History》. Eisenbrauns. ISBN 978-1-57506-053-8.
- Archi, Alfonso (2011). 《In Search of Armi》. 《Journal of Cuneiform Studies》 63 (The American Schools of Oriental Research). 5–34쪽. doi:10.5615/jcunestud.63.0005. ISSN 2325-6737. S2CID 163552750.
- Archi, Alfonso (2015). 《Ebla and Its Archives: Texts, History, and Society》. Walter de Gruyter. ISBN 978-1-61451-788-7.
- Archi, Alfonso (2015b). 《A Royal Seal from Ebla (17th cent. B.C.) with Hittite Hieroglyphic Symbols》. 《Orientalia》 84 (Gregorian Biblical Press). 18–28쪽. JSTOR 26153279.
- Armstrong, James A. (1996). 〈Ebla〉.   Fagan, Brian M. 《The Oxford Companion to Archaeology》. Oxford University Press. ISBN 978-0-19-507618-9.
- Aruz, Joan (2003). 〈Art and interconnections in the third millennium B.C.〉.   Aruz, Joan; Wallenfels, Ronald. 《Art of the First Cities: The third millennium B.C. from the Mediterranean to the Indus》. Metropolitan Museum of Art. ISBN 978-1-58839-043-1.
- Astour, Michael C. (1969). 〈The Partition of the Confederacy of Mukiš-Nuḫiašše-Nii by Šuppiluliuma: A study in political geography of the Amarna age〉. 《Orientalia》 38. Pontificium Institutum Biblicum. OCLC 557711946.
- Astour, Michael C. (1981). 〈Ugarit and the Great Powers〉.   Young, Gordon Douglas. 《Ugarit in Retrospect. Fifty years of Ugarit and Ugaritic: Proceedings of the symposium of the same title held at the University of Wisconsin at Madison, February 26, 1979, under the auspices of the Middle West Branch of the American Oriental Society and the Mid-West Region of the Society of Biblical Literature》. Eisenbrauns. ISBN 978-0-931464-07-2.
- Astour, Michael C. (1992). 〈An outline of the history of Ebla (part 1)〉.   Gordon, Cyrus Herzl; Rendsburg, Gary. 《Eblaitica: Essays on the Ebla Archives and Eblaite Language》 3. Eisenbrauns. ISBN 978-0-931464-77-5.
- Astour, Michael C. (2002). 〈A Reconstruction of the History of Ebla (Part 2)〉.   Gordon, Cyrus Herzl; Rendsburg, Gary. 《Eblaitica: Essays on the Ebla Archives and Eblaite Language》 4. Eisenbrauns. ISBN 978-1-57506-060-6.
- Aubet, Maria Eugenia (2001). 《The Phoenicians and the West: Politics, Colonies and Trade》. 번역 Turton, Mary 2판. Cambridge University Press. ISBN 978-0-521-79543-2.
- Bachvarova, Mary R. (2009). 〈Manly Deeds: Hittite Admonitory History and Eastern Mediterranean Didactic Epic〉.   Konstan, David; Raaflaub, Kurt A. 《Epic and History》. John Wiley & Sons. ISBN 978-1-4443-1564-6.
- Baffi, Francesca; Peyronel, Luca (2013). 〈Trends in Village Life. The Early Bronze Age Phases at Tell Tuqan〉.   Matthiae, Paolo; Marchetti, Nicolò. 《Ebla and its Landscape: Early State Formation in the Ancient Near East》. Left Coast Press. ISBN 978-1-61132-228-6.
- Paolo Matthiae, Richard Bates, Mattia Bilardello, Anita Weston, Ebla: Archaeology and History, 2020 ISBN 9781315724607
- Bernal, Martin (2006). 《Black Athena: Afroasiatic Roots of Classical Civilization》. 3 (The Linguistic Evidence). Rutgers University Press. ISBN 978-0-8135-6441-8.
- Biga, Maria Giovanna (2007).  Bartoloni, Gilda, 편집. 《Buried among the Living at Ebla》. 《Scienze dell'antichità》 14 (Università degli Studi di Roma "La Sapienza"). OCLC 605398099.
- Biga, Maria Giovanna (2009). 〈Discovering history through the Ebla tablets〉.   Servadio, Gaia. 《Ancient Syrian Writings: Syrian Preclassical and Classical Texts》. General Secretariat of Damascus Arab Capital of Culture. OCLC 751116608.
- Biga, Maria Giovanna (2013). 〈Defining the Chora of Ebla : A textual perspective〉.   Matthiae, Paolo; Marchetti, Nicolò. 《Ebla and its Landscape: Early state formation in the ancient Near East》. Left Coast Press. ISBN 978-1-61132-228-6.
- Biga, Maria Giovanna (2014). 〈Inherited space – third millennium political and cultural landscape〉.   Cancik-Kirschbaum, Eva; Brisch, Nicole; Eidem, Jesper. 《Constituent, Confederate, and Conquered Space: The emergence of the mittani state》. Walter de Gruyter. ISBN 978-3-11-026641-2.
- Bretschneider, Joachim; Van Vyve, Anne-Sophie; Leuven, Greta Jans (2009). 《War of the lords, the battle of chronology: Trying to recognize historical iconography in the 3rd millennium glyptic art in seals of Ishqi-Mari and from Beydar》. 《Ugarit-Forschungen》 41 (Ugarit-Verlag). ISBN 978-3-86835-042-5.
- Bryce, Trevor (2009). 《The Routledge Handbook of the Peoples and Places of Ancient Western Asia》. Routledge. ISBN 978-1-134-15908-6.
- Bryce, Trevor (2014). 《Ancient Syria: A three thousand year history》. Oxford University Press. ISBN 978-0-19-100292-2.
- Chavalas, Mark W. (2003).  Chavalas, Mark W. Jr.; Younger, K. Lawson, 편집. 《Mesopotamia and the Bible》. Assyriology and Biblical studies: A century and a half of tension. 《Journal for the Study of the Old Testament Supplement》 341 (A&C Black). ISBN 978-0-567-08231-2.
- Chivers, Christopher John (2013) [April 6, 2013]. “Grave Robbers and War Steal Syria's History”. 《The New York Times》. 2016년 12월 1일에 확인함.
- Cooper, Lisa (2006). 《Early Urbanism on the Syrian Euphrates》. Routledge. ISBN 978-1-134-26107-9.
- Cooper, Lisa (2010). 〈States of hegemony: Early forms of political control in Syria during the third millennium BC〉.   Bolger, Diane; Maguire, Louise C. 《The Development of Pre-State Communities in the Ancient Near East: Studies in Honour of Edgar Peltenburg》. Oxbow Books. ISBN 978-1-84217-837-9.
- Bonacossi, Daniele Morandi (2013). 〈Northern Levant (Syria) During the Middle Bronze Age〉.   Steiner, Margreet L.; Killebrew, Ann E. 《The Oxford Handbook of the Archaeology of the Levant:  8000-332c. BCE》. Oxford University Press. ISBN 978-0-19-166255-3.
- Crawford, Harriet (2015). 《Ur: The City of the Moon God》. Bloomsbury Publishing. ISBN 978-1-4725-3169-8.
- D'Andrea, Marta; Enrico, Ascalone (2013). 〈Assembling the Evidence. Excavated Sites Dating from the Early Bronze Age in and around the Chora of Ebla〉.   Matthiae, Paolo; Marchetti, Nicolò. 《Ebla and its Landscape: Early State Formation in the Ancient Near East》. Left Coast Press. ISBN 978-1-61132-228-6.
- Dahood, Mitchell (1978). 〈Ebla, Ugarit and the Old Testament〉.   Emerton, John Adney; Holladay, William L.; Lemaire, André; Murphy, Roland Edmund; Nielsen, Eduard; Smend, Rudolf; Soggin, Jan Alberto. 《Congress Volume [International Organization for the Study of the Old Testament]. Göttingen 1977》. Supplements to Vetus Testamentum 29. Brill. ISBN 978-90-04-05835-4.
- DeVries, LaMoine F. (2006). 《Cities of the Biblical World: An Introduction to the Archaeology, Geography, and History of Biblical Sites》. Wipf and Stock Publishers. ISBN 978-1-55635-120-4.
- Dolansky, Shawna (2013). 〈Syria-Canaan〉.   Spaeth, Barbette Stanley. 《The Cambridge Companion to Ancient Mediterranean Religions》. Cambridge University Press. ISBN 978-0-521-11396-0.
- Dolce, Rita (2008). 〈Ebla before the Achievement of Palace G Culture: An Evaluation of the Early Syrian Archaic Period〉.   Kühne, Hartmut; Czichon, Rainer Maria; Kreppner, Florian Janoscha. 《Proceedings of the 4th International Congress of the Archaeology of the Ancient Near East, 29 March - 3 April 2004, Freie Universität Berlin》 2. Otto Harrassowitz Verlag. ISBN 978-3-447-05757-8.
- Dolce, Rita (2010). 〈Ebla and its origins – a proposal〉.   Matthiae, Paolo; Pinnock, Frances; Nigro, Lorenzo; Marchetti, Nicolò; Romano, Licia. 《Proceedings of the 6th International Congress of the Archaeology of the Ancient Near East: Near Eastern archaeology in the past, present and future: heritage and identity, ethnoarchaeological and interdisciplinary approach, results and perspectives; visual expression and craft production in the definition of social relations and status》 1. Otto Harrassowitz Verlag. ISBN 978-3-447-06175-9.
- Eidem, Jesper; Finkel, Irving; Bonechi, Marco (2001). 〈The third-millennium inscriptions〉.   Oates, David; Oates, Joan; McDonald, Helen. 《Excavations at Tell Brak》. 2: Nagar in the third millennium BC. British School of Archaeology in Iraq. ISBN 978-0-9519420-9-3.
- Faber, Alice (2013). 〈Genetic subgrouping of the semitic languages〉.   Hetzron, Robert. 《The Semitic Languages》. Routledge. ISBN 978-1-136-11580-6.
- Feldman, Marian H. (2007). 〈Frescoes, exotica, and the reinvention of the northern Levantine kingdoms during the second millennium B.C.E.〉.   Heinz, Marlies; Feldman, Marian H. 《Representations of Political Power: Case histories from times of change and dissolving order in the ancient Near East》. Eisenbrauns. ISBN 978-1-57506-135-1.
- Feliu, Lluís (2003). 《The God Dagan in Bronze Age Syria》. 번역 Watson, Wilfred G.E. Brill. ISBN 978-90-04-13158-3.
- Finer, Samuel Edward (1997). 《Ancient Nonarchies and Empires》. The History of Government from the Earliest Times 1. Oxford University Press. ISBN 978-0-19-820664-4.
- Fleming, Daniel E. (2000). 《Time at Emar: The cultic calendar and the rituals from the diviner's archive》. Mesopotamian Civilizations 11. Eisenbrauns. ISBN 978-1-57506-044-6.
- Fortin, Michel (1999). 《Syria, land of civilizations》. Musée de la civilisation, Québec. ISBN 978-2-7619-1521-2.
- Franks, Patricia C. (2013). 《Records and Information Management》. American Library Association. ISBN 978-1-55570-910-5.
- Frayne, Douglas (1990). 《Old Babylonian Period (2003–1595 BC)》. The Royal Inscriptions of Mesopotamia Early Periods 4. University of Toronto Press. ISBN 978-0-8020-5873-7.
- Frayne, Douglas (2008). 《Pre-Sargonic Period: Early Periods (2700–2350 BC)》. The Royal inscriptions of Mesopotamia Early Periods 1. University of Toronto Press. ISBN 978-1-4426-9047-9.
- Gilchrist, Paul R. (1995) [1982]. 〈Government〉.   Bromiley, Geoffrey W.; Harrison, Everett F.; Harrison, Roland K.; LaSor, William Sanford. 《The International Standard Bible Encyclopedia》 2 revis판. Wm. B. Eerdmans Publishing. ISBN 978-0-8028-3782-0.
- Goetze, Albrecht (1953). 《Four Ur dynasty tablets mentioning foreigners》. 《Journal of Cuneiform Studies》 7 (The American Schools of Oriental Research). 103–107쪽. doi:10.2307/1359547. ISSN 0022-0256. JSTOR 1359547. S2CID 163789459.
- Gordon, Cyrus H. (2013). 〈Amorite and Eblaite〉.   Hetzron, Robert. 《The Semitic Languages》. Routledge. ISBN 978-1-136-11580-6.
- Grajetzki, Wolfram (2013). 《Tomb Treasures of the Late Middle Kingdom: The archaeology of female burials》. University of Pennsylvania Press. ISBN 978-0-8122-0919-8.
- Gurney, Oliver Robert (2003). 〈The Upper Land, matum elitum〉.   Beckman, Gary M.; Beal, Richard Henry; McMahon, John Gregory. 《Hittite Studies in Honor of Harry A. Hoffner, Jr: On the Occasion of His 65th Birthday》. Eisenbrauns. ISBN 978-1-57506-079-8.
- Hamblin, William J. (2006). 《Warfare in the Ancient Near East to 1600 BC》. Routledge. ISBN 978-1-134-52062-6.
- Harmanşah, Ömür (2007). 〈Upright Stones and Building Narratives: Formation of a Shared Architectural Practice In the Ancient Near East〉.   Cheng, Jack; Feldman, Marian H. 《Ancient Near Eastern Art in Context》. Brill. 75쪽. ISBN 978-90-04-15702-6.
- Hooks, Stephen M. (1990). 〈Ebla〉.   Mills, Watson E.; Bullard, Roger Aubrey; Drinkard, Joel F. Jr.; Harrelson, Walter; McKnight, Edgar V.; Armour, Rollin Stely; Rowell, Edd; Wilson, Richard F. 《Mercer Dictionary of the Bible》. Mercer University Press. ISBN 978-0-86554-373-7.
- Horowitz, Wayne (1998). 《Mesopotamian Cosmic Geography》. Eisenbrauns. ISBN 978-0-931464-99-7.
- Kipfer, Barbara Ann (2000). 《Encyclopedic Dictionary of Archaeology》. Springer Science & Business Media. ISBN 978-0-306-46158-3.
- Klengel, Horst (1992). 《Syria, 3000 to 300 B.C.: a handbook of political history》. Akademie Verlag. ISBN 978-3-05-001820-1.
- Kohl, Philip L. (1991). 〈The use and abuse of world systems theory: The case of the "pristine" west Asian state〉.   Lamberg-Karlovsky, Clifford Charles. 《Archaeological Thought in America》. Cambridge University Press. ISBN 978-0-521-40643-7.
- Kuz'mina, Elena E. (2007).  Mallory, James Patrick, 편집. 《The Origin of the Indo-Iranians》. 번역 Pitina, Svetlana; Prudovsky, P. Brill. ISBN 978-90-04-16054-5.
- Kuhrt, Amélie (1995). 《The Ancient Near East,  3000-330c. BC》. Routledge History of the Ancient World 1. Routledge. ISBN 978-0-415-01353-6.
- Laneri, Nicola (2016). 〈Embodying the memory of the royal ancestors in western Syria during the third and second millennia BC: The case of Ebla and Qatna〉.   Nadali, Davide. 《Envisioning the Past Through Memories: How Memory Shaped Ancient Near Eastern Societies》. Cultural Memory and History in Antiquity 3. Bloomsbury. ISBN 978-1-4742-2398-0.
- Leick, Gwendolyn (2009). 《Historical Dictionary of Mesopotamia》. Historical Dictionaries of Ancient Civilizations and Historical Eras 26 2판. Scarecrow Press. ISBN 978-0-8108-6324-8.
- Liverani, Mario (2009). 〈Imperialism〉.   Pollock, Susan; Bernbeck, Reinhard. 《Archaeologies of the Middle East: Critical Perspectives》. John Wiley & Sons. ISBN 978-1-4051-3723-2.
- Liverani, Mario (2013). 《The Ancient Near East: History, society and economy》. Routledge. ISBN 978-1-134-75084-9.
- Lönnqvist, Mina A. (2008). 〈Were Nomadic Amorites on the Move? Migration, Invasion and Gradual Infiltration as Mechanisms for Cultural Transitions〉.   Kühne, Hartmut; Czichon, Rainer Maria; Kreppner, Florian Janoscha. 《Proceedings of the 4th International Congress of the Archaeology of the Ancient Near East, 29 March - 3 April 2004, Freie Universität Berlin》 2. Otto Harrassowitz Verlag. ISBN 978-3-447-05757-8.
- Marchesi, Gianni (2013). 〈Of plants and trees: Crops and vegetable resources at Ebla〉.   Matthiae, Paolo; Marchetti, Nicolò. 《Ebla and its Landscape: Early state formation in the ancient Near East》. Left Coast Press. ISBN 978-1-61132-228-6.
- Matthiae, Paolo (1984). 《New Discoveries at Ebla: The Excavation of the Western Palace and the Royal. Necropolis of the Amorite Period》. 《The Biblical Archaeologist》 47 (American Schools of Oriental Research). ISSN 2325-534X.
- Matthiae, Paolo (1989). 〈Jugs of the North-Syrian - Cilician and Levantine painted wares from the Middle Bronze II royal tombs at Ebla〉.   Emre, Kutlu; Hrouda, Barthel; Mellink, Machteld; Özgüç, Nimet. 《Anatolia and the ancient Near East: Studies in honor of Tahsin Özgüç》. Türk Tarih Kurumu Basımevi. OCLC 33983890.
- Matthiae, Paolo (1997). 《Where were the early Syrian kings of Ebla buried?》. 《Altorientalische Forschungen》 24 (Walter de Gruyter). doi:10.1524/aofo.1997.24.2.268. ISSN 0232-8461. S2CID 164174341.
- Matthiae, Paolo (2003). 〈Ishtar of Ebla and Hadad of Aleppo: Notes on terminology, politics, and religion of Old Syrian Ebla〉.   Marrassini, Paolo. 《Semitic and Assyriological Studies: Presented to Pelio Fronzaroli by Pupils and Colleagues》. Otto Harrassowitz Verlag. ISBN 978-3-447-04749-4.
- Matthiae, Paolo (2006). 〈The archaic palace at Ebla: A royal building between Early Bronze Age IVB and Middle Bronze Age I〉.   Gitin, Seymour; Wright, J. Edward; Dessel, J. P. 《Confronting the Past: Archaeological and Historical Essays on Ancient Israel in Honor of William G. Dever》. Eisenbrauns. ISBN 978-1-57506-117-7.
- Matthiae, Paolo (2008). 〈Ebla〉.   Aruz, Joan; Benzel, Kim; Evans, Jean M. 《Beyond Babylon: Art, Trade, and Diplomacy in the Second Millennium B.C.》. Metropolitan Museum of Art. ISBN 978-1-58839-295-4.
- Matthiae, Paolo (2010). 《Ebla: la città del trono: archeologia e storia》. Piccola biblioteca Einaudi: Arte, architettura, teatro, cinema, música (이탈리아어) 492. Einaudi. ISBN 978-88-06-20258-3.
- Matthiae, Paolo (2013). 〈The Royal Palace. Functions of the Quarters and the Government of the Chora〉.   Matthiae, Paolo; Marchetti, Nicolò. 《Ebla and its Landscape: Early State Formation in the Ancient Near East》. Left Coast Press. ISBN 978-1-61132-228-6.
- Matthiae, Paolo (2013a). 〈A Long Journey. Fifty Years of Research on the Bronze Age at Tell Mardikh/Ebla〉.   Matthiae, Paolo; Marchetti, Nicolò. 《Ebla and its Landscape: Early State Formation in the Ancient Near East》. Left Coast Press. ISBN 978-1-61132-228-6.
- Matthiae, Paolo (2013b). 〈Ebla: Recent Excavation Results and the Continuity of Syrian Art〉.   Aruz, Joan; Graff, Sarah B.; Rakic, Yelena. 《Cultures in Contact: From Mesopotamia to the Mediterranean in the Second Millennium B.C.》. Metropolitan Museum of Art. ISBN 978-1-58839-475-0.
- Matthiae, Paolo (2013c). 〈Introduction〉.   Pinnock, Francis. 《Studies on the Archaeology of Ebla 1980–2010》. Harrassowitz. ISBN 978-3-447-06937-3.
- Matthiae, Paolo; Marchetti, Nicolò (2013). 〈Representing the Chora of Ebla〉.   Matthiae, Paolo; Marchetti, Nicolò. 《Ebla and its Landscape: Early State Formation in the Ancient Near East》. Left Coast Press. ISBN 978-1-61132-228-6.
- McBee Roberts, Jimmy Jack (2002). 《The Bible and the Ancient Near East: Collected Essays》. Eisenbrauns. ISBN 978-1-57506-066-8.
- McNulty, Mary F.; Brice, Elizabeth (1996). 〈Ebla〉.   Berney, Kathryn Ann; Ring, Trudy; Watson, Noelle; Hudson, Christopher; La Boda, Sharon. 《Middle East and Africa》. 4: International Dictionary of Historic Places. Routledge. ISBN 978-1-134-25993-9.
- Mantellini, Simone; Micale, Maria Gabriella; Peyronel, Luca (2013). 〈Exploiting Diversity. The Archaeological Landscape of the Eblaite Chora〉.   Matthiae, Paolo; Marchetti, Nicolò. 《Ebla and its Landscape: Early State Formation in the Ancient Near East》. Left Coast Press. ISBN 978-1-61132-228-6.
- Michalowski, Piotr (1995). 〈The Men from Mari〉.   van Lerberghe, Karel; Schoors, Antoon. 《Immigration and Emigration within the Ancient Near East: Festschrift E. Lipiński》. Orientalia Lovaniensia Analecta 65. Peeters Publishers & Department of Oriental Studies, Leuven. ISBN 978-90-6831-727-5.
- Michalowski, Piotr (2003). 〈The Earliest Scholastic Tradition〉.   Aruz, Joan; Wallenfels, Ronald. 《Art of the First Cities: The Third Millennium B.C. from the Mediterranean to the Indus》. Metropolitan Museum of Art. ISBN 978-1-58839-043-1.
- Mogliazza, Silvia; Polcaro, Andrea (2010). 〈Death and cult of dead in Middle Bronze Age II Ebla: An archaeological and anthropological study on shaft tomb P. 8680, near southern palace (Area FF)〉.   Matthiae, Paolo; Pinnock, Frances; Nigro, Lorenzo; Marchetti, Nicolò; Romano, Licia. 《Proceedings of the 6th International Congress of the Archaeology of the Ancient Near East: Near Eastern archaeology in the past, present and future: heritage and identity, ethnoarchaeological and interdisciplinary approach, results and perspectives; visual expression and craft production in the definition of social relations and status》 3. Otto Harrassowitz Verlag. ISBN 978-3-447-06217-6.
- Moore, Karl; Lewis, David Charles (2009). 《The Origins of Globalization》. Routledge. ISBN 978-1-135-97008-6.
- Nadali, Davide (2007). 《Monuments of War, War of Monuments: Some considerations on commemorating war in the third millennium BC》. 《Orientalia》 76 (Pontificium Institutum Biblicum). OCLC 557711946.
- Naveh, Joseph (1982). 《Early History of the Alphabet: An introduction to West Semitic epigraphy and palaeography》. Magnes Press, Hebrew University. ISBN 978-965-223-436-0.
- Neff, Stephen C. (2014). 《Justice Among Nations》. Harvard University Press. ISBN 978-0-674-72654-3.
- Nigro, Lorenzo (2007). 《Byblos and Jericho in the Early Bronze I: Social Dynamics and Cultural Interactions: Proceedings of the International Workshop Held in Rome on March 6th 2007 by Rome "La Sapienza" University》 (영어). Lorenzo Nigro.
- Nigro, Lorenzo (2009).  Doumet-Serhal, Claude, 편집. 《The eighteenth century BC princes of Byblos and Ebla and the chronology of the Middle Bronze Age》. 《Bulletin d'Archéologie et d'Architecture Libanaises》. Hors-Série VI (Interconnections in the Eastern Mediterranean: Lebanon in the Bronze and Iron Ages: Proceedings of the International Symposium Beirut 2008) (Beyrouth: Ministère de la Culture, Direction Générale des Antiquités). ISSN 1683-0083.
- Ökse, Tuba (2011). 〈The Early Bronze Age in Southeastern Anatolia〉.   Steadman, Sharon R.; McMahon, Gregory. 《The Oxford Handbook of Ancient Anatolia: (10,000-323 BCE)》. Oxford University Press. ISBN 978-0-19-537614-2.
- Otto, Adelheid; Biga, Maria Giovanna (2010). 〈The Identification of Tall Bazi with Armi〉.   Matthiae, Paolo; Pinnock, Frances; Nigro, Lorenzo; Marchetti, Nicolò; Romano, Licia. 《Proceedings of the 6th International Congress of the Archaeology of the Ancient Near East: Near Eastern archaeology in the past, present and future: Heritage and identity, ethnoarchaeological and interdisciplinary approach, results and perspectives; visual expression and craft production in the definition of social relations and status》 1. Otto Harrassowitz Verlag. ISBN 978-3-447-06175-9.
- Pettinato, Giovanni (1981). 《The archives of Ebla: An empire inscribed in clay》. Doubleday. ISBN 978-0-385-13152-0.
- Pettinato, Giovanni (1991). 《Ebla, a new look at history》. Johns Hopkins University Press. ISBN 978-0-8018-4150-7.
- Peyronel, Luca (2008). 〈Domestic Quarters, Refuse Pits, and Working Areas. Reconstructing Human Landscape and Environment at Tell Mardikh-Ebla during the Old Syrian Period ( 2000–1600c. BC)〉.   Kühne, Hartmut; Czichon, Rainer Maria; Kreppner, Florian Janoscha. 《Proceedings of the 4th International Congress of the Archaeology of the Ancient Near East, 29 March - 3 April 2004, Freie Universität Berlin》 1. Otto Harrassowitz Verlag. ISBN 978-3-447-05703-5.
- Peyronel, Luca; Vacca, Agnese (2013). 〈Natural Resources, Technology and Manufacture Processes at Ebla. A Preliminary Assessment〉.   Matthiae, Paolo; Marchetti, Nicolò. 《Ebla and its Landscape: Early State Formation in the Ancient Near East》. Left Coast Press. ISBN 978-1-61132-228-6.
- Pinnock, Frances (2000). 〈Some thoughts about the transmission of iconographies between North Syria and Cappadocia, end of third – beginning of the second millennium BC〉.   Matthiae, Paolo. 《Proceedings of the First International Congress on the Archaeology of the Ancient Near East, Rome, May 18th-23rd 1998》 2. Università degli studi di Roma "La Sapienza." Dipartimento di scienze storiche, archeologiche ed antropologiche dell'antichità. ISBN 978-88-88233-00-0.
- Pinnock, Frances (2007). 〈Byblos and Ebla in the third millennium BC. Two urban patterns in comparison〉.   Nigro, Lorenzo. 《Byblos and Jericho in the Early Bronze I: Social Dynamics and Cultural Interactions: Proceedings of the International Workshop Held in Rome on March 6th 2007 by Rome "La Sapienza" University》. Rome "La Sapienza" Studies on the Archaeology of Palestine & Transjordan (ROSAPAT) 4. Rome "La Sapienza" University. ISSN 1826-9206.
- Pinnock, Frances (2013). 〈Ebla〉.   Crawford, Harriet. 《The Sumerian World》. Routledge. ISBN 978-1-136-21912-2.
- Pitard, Wayne T. (2001) [1998]. 〈Before Israel: Syria-Palestine in the Bronze Age〉.   Coogan, Michael David. 《The Oxford History of the Biblical World》 revis판. Oxford University Press. ISBN 978-0-19-513937-2.
- Podany, Amanda H. (2010). 《Brotherhood of Kings: How international relations shaped the ancient Near East》. Oxford University Press. ISBN 978-0-19-979875-9.
- Pongratz-Leisten, Beate (2015). 《Religion and Ideology in Assyria》. Studies in Ancient Near Eastern Records 6. Walter de Gruyter. ISBN 978-1-61451-426-8.
- Porter, Anne (2012). 《Mobile Pastoralism and the Formation of Near Eastern Civilizations: Weaving together society》. Cambridge University Press. ISBN 978-0-521-76443-8.
- Rendsburg, Gary A. (1997). 〈Eblaites〉.   Meyers, Eric M. 《The Oxford encyclopedia of archaeology in the Near East》 2. Oxford University Press. ISBN 978-0-19-511216-0.
- Ristvet, Lauren (2014). 《Ritual, Performance, and Politics in the Ancient Near East》. Cambridge University Press. ISBN 978-1-316-19503-1.
- Roux, Georges (1992). 《Ancient Iraq》. Penguin UK. ISBN 978-0-14-193825-7.
- Shaw, Ian (1999). 〈Ebla〉.   Shaw, Ian; Jameson, Robert. 《A Dictionary of Archaeology》. John Wiley & Sons. ISBN 978-0-470-75196-1.
- Shea, William H. (1981). 《The Calendars of Ebla. Part II. The New Calendar》. 《Andrews University Seminary Studies》 19 (Andrews University Press). ISSN 0003-2980.
- Singer, Itamar (2000). 〈Semitic Dagan and Indo-European *dl'eg'om: Related Words?〉.   Arbeitman, Yoël L. 《The Asia Minor Connexion: Studies on the Pre-Greek Languages in Memory of Charles Carter》. Orbis Supplementa 13. Peeters Publishers. ISBN 978-90-429-0798-0.
- Stanley, Bruce E. (2007). 〈Ebla〉.   Dumper, Michael; Stanley, Bruce E. 《Cities of the Middle East and North Africa: A historical encyclopedia》. ABC-CLIO. ISBN 978-1-57607-919-5.
- Stiebing, William H. Jr. (2016) [2009]. 《Ancient Near Eastern History and Culture》 2판. Routledge. ISBN 978-1-315-51116-0.
- Stieglitz, Robert R. (1990). 〈Ebla and the gods of Canaan〉.   Gordon, Cyrus Herzl; Rendsburg, Gary. 《Eblaitica: Essays on the Ebla Archives and Eblaite Language》 2. Eisenbrauns. ISBN 978-0-931464-49-2.
- Stieglitz, Robert R. (2002). 〈The Deified Kings of Ebla〉.   Gordon, Cyrus Herzl; Rendsburg, Gary. 《Eblaitica: Essays on the Ebla Archives and Eblaite Language》 4. Eisenbrauns. ISBN 978-1-57506-060-6.
- Stieglitz, Robert R. (2002a). 〈Divine Pairs in the Ebla Pantheon〉.   Gordon, Cyrus Herzl; Rendsburg, Gary. 《Eblaitica: Essays on the Ebla Archives and Eblaite Language》 4. Eisenbrauns. ISBN 978-1-57506-060-6.
- Suriano, Matthew J. (2010). 《The Politics of Dead Kings: Dynastic Ancestors in the Book of Kings and Ancient Israel》. Forschungen zum Alten Testament 48. Mohr Siebeck. ISBN 978-3-16-150473-0. ISSN 1611-4914.
- Teissier, Beatrice (1984). 《Ancient Near Eastern Cylinder Seals from the Marcopolic Collection》. University of California Press. ISBN 978-0-520-04927-7.
- Thuesen, Ingolf (2000). 〈The City-State in Ancient Western Syria〉.   Hansen, Mogens Herman. 《A Comparative Study of Thirty City-state Cultures: An investigation》 21. Kgl. Danske Videnskabernes Selskab. ISBN 978-87-7876-177-4.
- Tonietti, Maria Vittoria (2010). 〈Musicians in the Ebla Texts〉.   Pruzsinszky, Regine; Shehata, Dahlia. 《Musiker und Tradierung: Studien zur Rolle von Musikern bei der Verschriftlichung und Tradierung von literarischen Werken》. LIT Verlag Münster. ISBN 978-3-643-50131-8.
- Tubb, Jonathan N. (1998). 《Peoples Of The Past: Canaanites》. University of Oklahoma Press. ISBN 978-0-8061-3108-5.
- Van De Mieroop, Marc (2002). 〈Foreign Contacts and the Rise of an Elite in Early Dynastic Babylonia〉.   Ehrenberg, Erica. 《Leaving No Stones Unturned: Essays on the Ancient Near East and Egypt in Honor of Donald P. Hansen》. Eisenbrauns. ISBN 978-1-57506-055-2.
- Weiss, Harvey (1985). 〈Tell Leilan And Shubat Enlil〉.   Weiss, Harvey. 《Ebla to Damascus: Art and Archaeology of Ancient Syria : an Exhibition from the Directorate General of Antiquities and Museums of the Syrian Arab Republic》. Smithsonian Institution Traveling Exhibition Service. ISBN 978-0-86528-029-8.
- Wellisch, Hans H. (1981). 《Ebla: The World's Oldest Library》. 《The Journal of Library History》 16 (University of Texas Press). 488–500쪽. ISSN 0275-3650. JSTOR 25541212.
- Westenholz, Joan Goodnick (1999). 〈Emar – the City and its God〉.   van Lerberghe, Karel; Voet, Gabriela. 《Languages and Cultures in Contact: At the Crossroads of Civilizations in the Syro-Mesopotamian realm. Proceedings of the 42th RAI》. Orientalia Lovaniensia analecta 92. Peeters Publishers & Department of Oriental Studies, Leuven. ISBN 978-90-429-0719-5.
- Wright, David P. (2004). 〈Syria and Canaan〉.   Johnston, Sarah Iles. 《Religions of the Ancient World: A Guide》. Harvard University Press. ISBN 978-0-674-01517-3.
- Zettler, Richard L. (2006). 〈Reconstructing the World of Ancient Mesopotamia: Divided Beginnings and Holistic History〉.   Yoffee, Norman; Crowell, Bradley L. 《Excavating Asian History: Interdisciplinary Studies in Archaeology and History》. University of Arizona Press. ISBN 978-0-8165-2418-1.

## 추가 문헌
- Bonechi, Marco. "More on the Ebla gatekeepers", Revue d’Assyriologie et d’archéologie Orientale, vol. 106, pp. 33–36, 2012
- Catagnoti, Amalia. "In the aftermath of the war. The truce between Ebla and Mari (ARET XVI 30) and the ransom of prisoners", Revue d’Assyriologie et d’archéologie Orientale, vol. 106, pp. 45–63, 2012
- Gori, Fiammetta, "Numeracy in early syro-mesopotamia. A study of accounting practices from Fāra to Ebla", University of Verona Dissertation, 2024
- Maiocchi, Massimo. "Decorative Parts and Precious Artifacts at Ebla", Journal of Cuneiform Studies, vol. 62, pp. 1–24, 2010
- Marchetti, Nicolò; Nigro, Lorenzo (1997). 《Cultic Activities in the Sacred Area of Ishtar at Ebla during the Old Syrian Period: The "Favissae" F.5327 and F.5238》. 《Journal of Cuneiform Studies》 49 (The American Schools of Oriental Research). 1–44쪽. doi:10.2307/1359889. hdl:11573/109496. ISSN 0022-0256. JSTOR 1359889. S2CID 163416496.
- Pinnock, Frances. "Ebla and Ur: Relations, Exchanges and Contacts between Two Great Capitals of the Ancient Near East.", Iraq, vol. 68, pp. 85–97, 2006
- Pinnock, Frances. "The Urban Landscape of Old Syrian Ebla." Journal of Cuneiform Studies, vol. 53, pp. 13–33, 2001
- Matthiae, Paolo (1976). 《Ebla in the Late Early Syrian Period: The Royal Palace and the State Archives》. 《The Biblical Archaeologist》 39 (The American Schools of Oriental Research). 94–113쪽. doi:10.2307/3209400. ISSN 0006-0895. JSTOR 3209400. S2CID 165282182.